# Port du masque pendant la pandémie de Covid-19

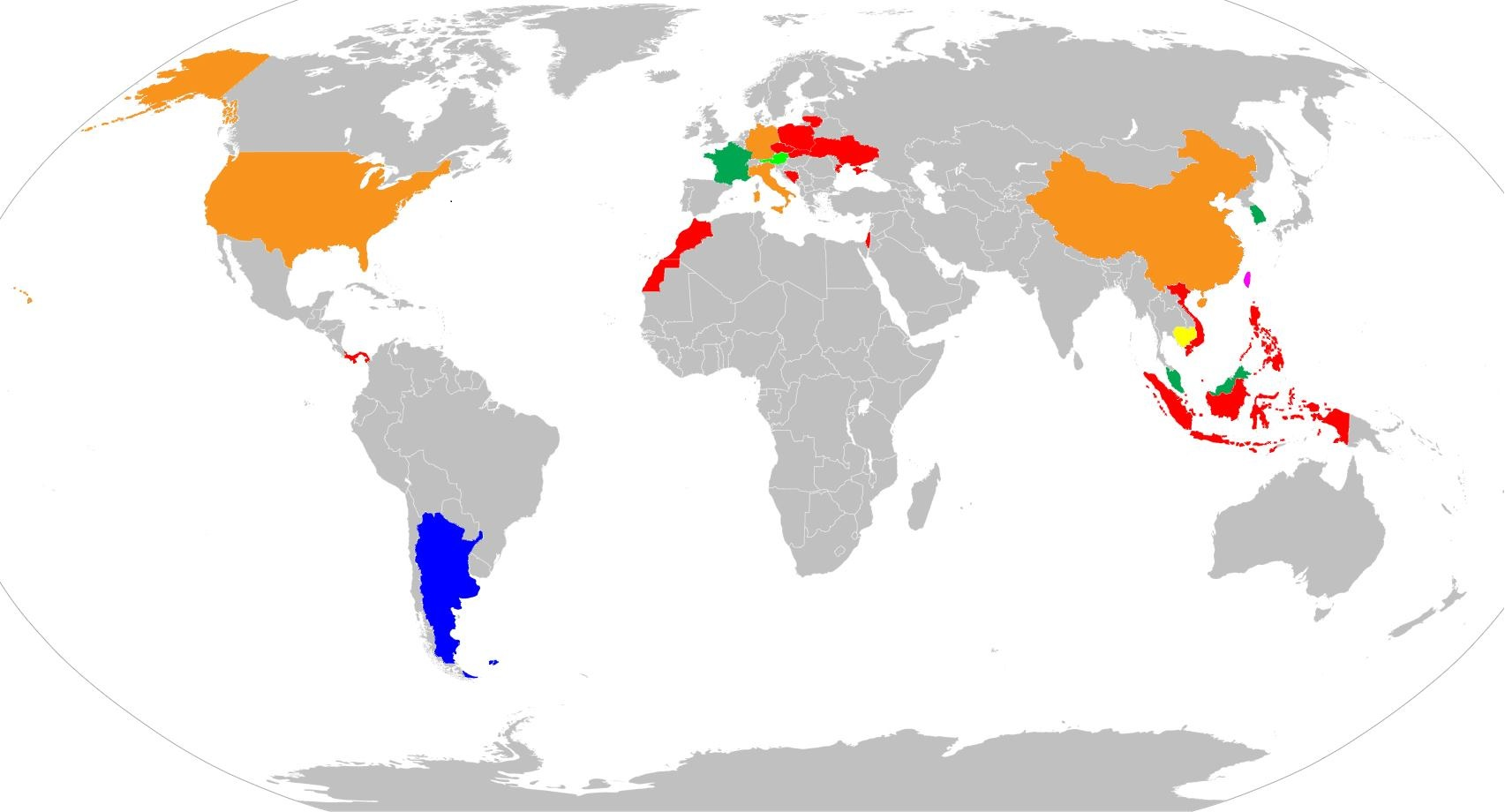
Utilisation des masques et politiques par pays et territoires en réponse à la pandémie de COVID-19, au 28 avril 2020.
Obligation du port du masque dans les lieux publics dans tout le pays.
Obligation du port du masque local (villes ou régions).
Obligation par les commerces du port du masque pour leur clients.
Obligation du port du masque dans les transports en commun uniquement.
Obligation du port du masque dans les magasins et commerces uniquement.
Réquisition et restriction à la vente et circulation des masques.
Réquisition et restriction à la vente et circulation des masques + obligation du port du masque dans les transports en commun uniquement.

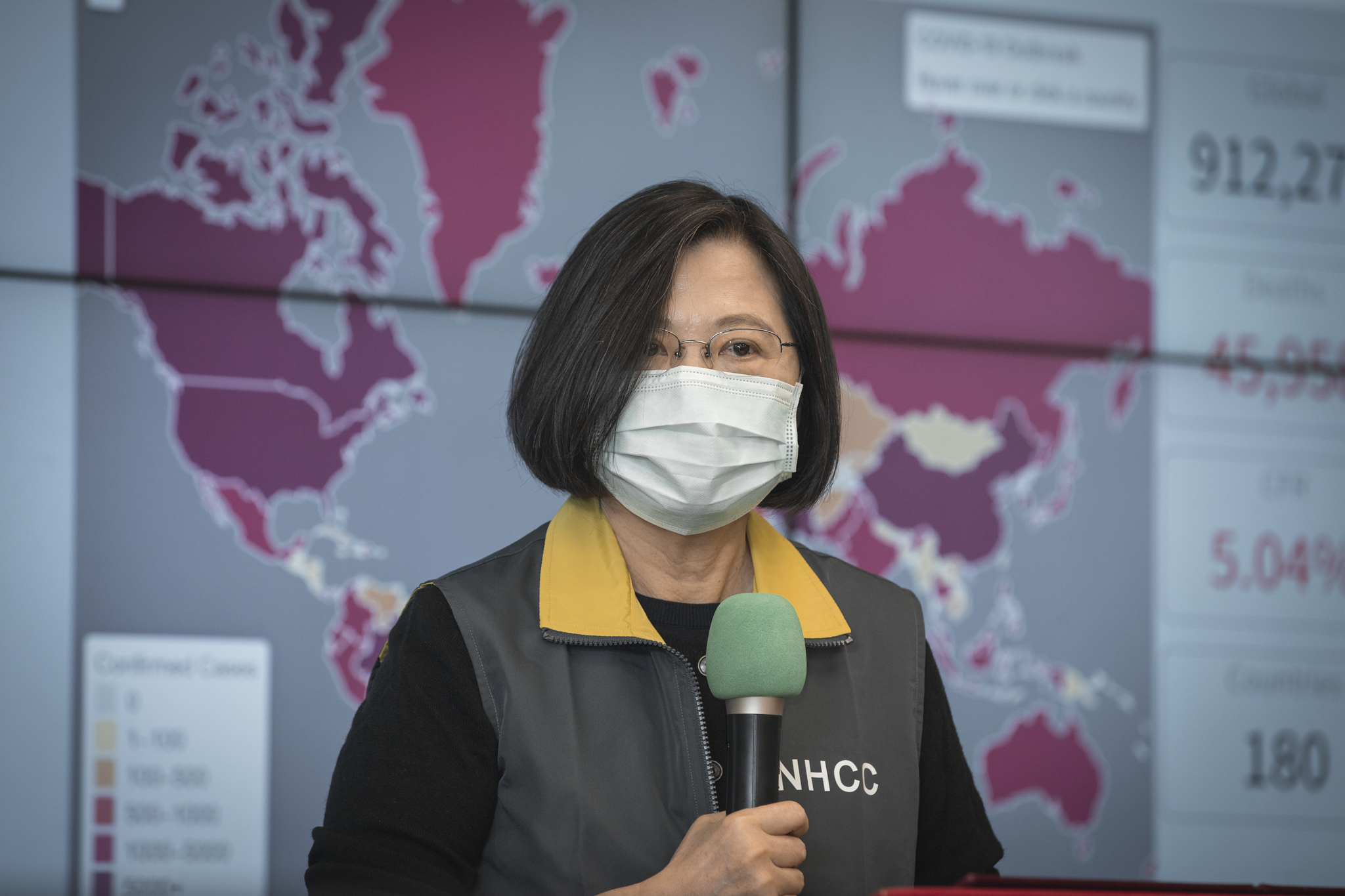
La présidente taïwanaise Tsai Ing-wen portant un masque.

Le port du masque pendant la pandémie de Covid-19 a fait l'objet de recommandations d'organismes de santé publique (en) et de gouvernements. Le sujet a fait l'objet d'un débat, les agences de santé publique et les gouvernements étant en désaccord sur le protocole du port de masque. Des débats sont apparus sur la question de savoir si les masques doivent être portés même en cas de distanciation physique à 2 mètres (six pieds),,, s'il doit être porté pendant un exercice physique,, porté à la maison pour réduire la charge virale,, et s'il existe des facteurs atténuants,.
Certains groupes recommandent que toutes les personnes — susceptibles d'être contaminantes — portent un masque, tandis que d'autres — notamment lors des phases liminaires de la pandémie — recommandent que seuls les patients déjà diagnostiqués COVID-19 et leurs soignants portent un masque.
Au fil du temps, de nombreuses agences de santé publique de différents pays et territoires ont modifié leurs recommandations concernant les masques, citant généralement la progression de l'évidence scientifique. Les masques ont fait l'objet de pénuries et ont également été rendus obligatoires dans certaines villes, régions et pays.
Outre les masques de protection filtrants respiratoires professionnels destinés à protéger les travailleurs de l'inhalation de poussières, les masques utilisés pour la protection contre les virus respiratoires se répartissent en deux catégories, : 
- le masque barrière hygiénique (ou en France « masque grand public »), non médical :
  - fabriqué de manière artisanale ou « fait-maison », non homologué ;
  - fabriqué de manière industrielle, homologué[12] : 
    - UNS 1 90 % de filtration ;
    - UNS 2 70 % de filtration ;
- le masque sanitaire (médical) :
  - non chirurgical[Quoi ?] et chirurgical ;
  - le masque N95 (États-Unis), le masque KN95 (Chine) et le masque FFP2/3 (Europe).

Les écrans faciaux et les lunettes médicales sont un autre type d'équipement de protection individuelle souvent utilisé avec un demi-masque. Quand le tout forme un unique ensemble, on parle de masque complet : l'appareil respiratoire filtrant (comme le masque à gaz) ou l'appareil respiratoire isolant (avec apport d’air utilisé par les pompiers ou les plongeurs) dont certains ont été adaptés pour les patients comme ceux de l'enseigne de sport Decathlon,,,,.
Des mouvements d'opposition au port du masque et aux mesures le rendant obligatoire dans certains lieux émergent dans divers pays.
L'Académie nationale de médecine indique qu'il n'est pas utile de laver son masque réutilisable à 60 °C. Elle précise que les masques grand public peuvent être nettoyés à la main ou en machine, à 30 ou 40 degrés avec le reste du linge.
L’Académie nationale de médecine recommande de ne pas utiliser le même masque plus d’une journée, tandis que d'autres institutions préconisent de le changer toutes les quatre heures.
Elle rappelle que le masque chirurgical doit être privilégié pour les activités de soins, les personnes avec des symptômes ou en isolement (atteintes du Covid-19 ou cas contact), étant donné qu'un masque en tissu aux normes a environ 70 % d’efficacité de filtration, contre 90 à 95 % pour les chirurgicaux. Alors que la plupart des masques réutilisables sont homologués pour 10, 20 ou 50 lavages maximums, l'Académie nationale de médecine affirme qu’on peut les réutiliser tant que leurs qualités (maillage du tissu et intégrité des brides) ne sont pas altérées,.
À la suite du débat sur la réutilisation des masques chirurgicaux, l'Académie nationale de médecine indique qu'elle ne conseillerait pas le lavage et la réutilisation de ces masques jetables tant qu’il n’y a pas d’essais validés.
Un masque utilisé pendant une durée inférieure à la limite recommandée pourrait être réutilisé sans lavage sur plusieurs jours, jusqu'à quatre fois.

## Types de masques

### Masque sanitaire (médical)
Le masque est à usage unique, à remplacement périodique. Il doit être posé et retiré sans le toucher avec lavage des mains avant après le port. Il ne doit jamais être porté sur le front, sur le cou ou dans la poche, au risque de contaminer son porteur en cas de repositionnement. Ces conseils se heurtent à la pénurie de masques, dont pour du personnel de santé, en raison d'une forte spéculation et d'un déficit de capacités mondiales de production, estimé à 40 % par l'OMS début mars 2020. Cependant les besoins en masques évalués par l'Oms à 89 millions par mois, sauf à utiliser plus largement des solutions, de recyclage, paraissent largement sous-évalués en comparaison par exemple de la production Chinoise de masques (et donc d'une partie des besoins) qui s'élevait mi-mars, à 110 millions par jour.

#### Masque chirurgical

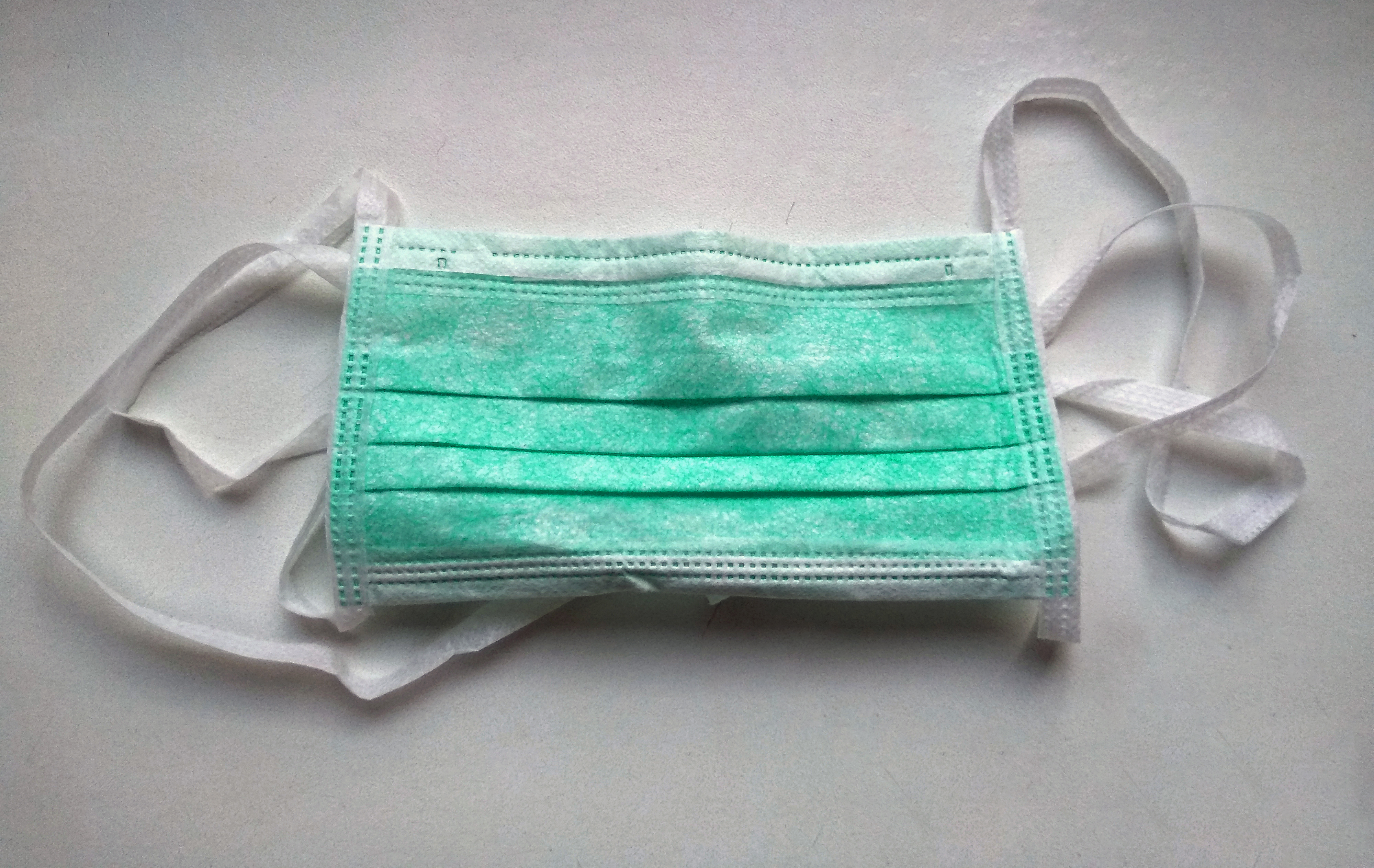
Un masque chirurgical

Un masque chirurgical est un masque sanitaire jetable qui crée une barrière physique entre la bouche et le nez du porteur et les contaminants potentiels dans l'environnement immédiat. Le masque chirurgical protège autrui quand on est malade en limitant le volume et la distance de projection de gouttelettes expectorées lors des conversations, toux et éternuements.
Selon le fabricant, le masque chirurgical peut filtrer de 10 à 90 % des particules. De la même manière que le masque grand public, le masque chirurgical ne fournit pas non plus une protection complète contre les germes en raison de l'ajustement lâche entre la surface du masque et le visage.
Les masques chirurgicaux peuvent être étiquetés comme des masques chirurgicaux, d'isolement, dentaires ou médicaux. Les masques chirurgicaux sont faits d'un tissu non tissé créé à l'aide d'un processus de fusion-soufflage (en),.

#### N95, KN95, FFP2 et FFP3

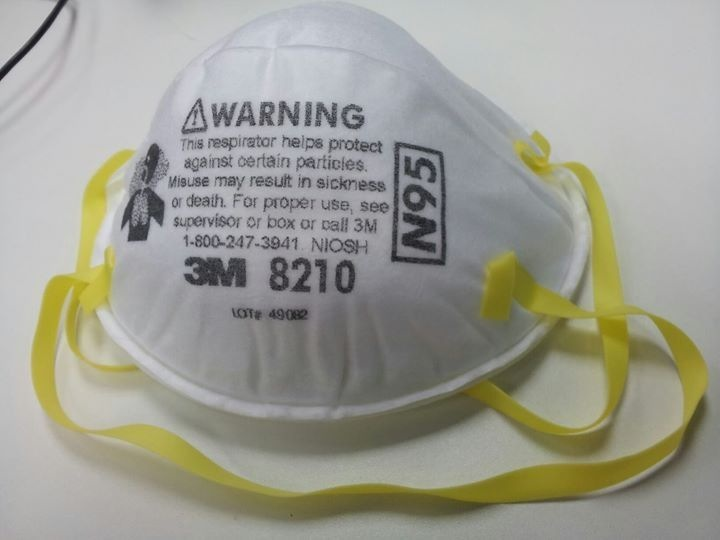
Un masque N95

Le masque FFP2, correctement posé (sans espace entre le visage et le masque), empêche d'inhaler le virus [réf. nécessaire]. Le masque filtrant respiratoire le plus utilisé dans l'Union européenne est le masque FFP2, son correspondant américain est le masque N95 et l'équivalent chinois est le masque KN95,,. Ce dernier est un type de masque respiratoire filtrant les particules qui répond à la classification de filtration de l'air (en) N95 de la NIOSH, l'Institut national américain pour la sécurité et la santé au travail, ce qui signifie qu'il filtre au moins 95% des particules en suspension dans l'air, sans être résistant à l'huile comme le P95. Le N95 est un masque à filtre mécanique (en), qui offre une protection contre les particules, mais pas contre les gaz ou les vapeurs. Comme le masque chirurgical, le masque N95 est fait de tissu non tissé en polypropylène soufflé par fusion,.
Le conseil scientifique recommande le masque FFP2 pour les personnes à risques ou non vaccinées.

### Masque grand public alternatif

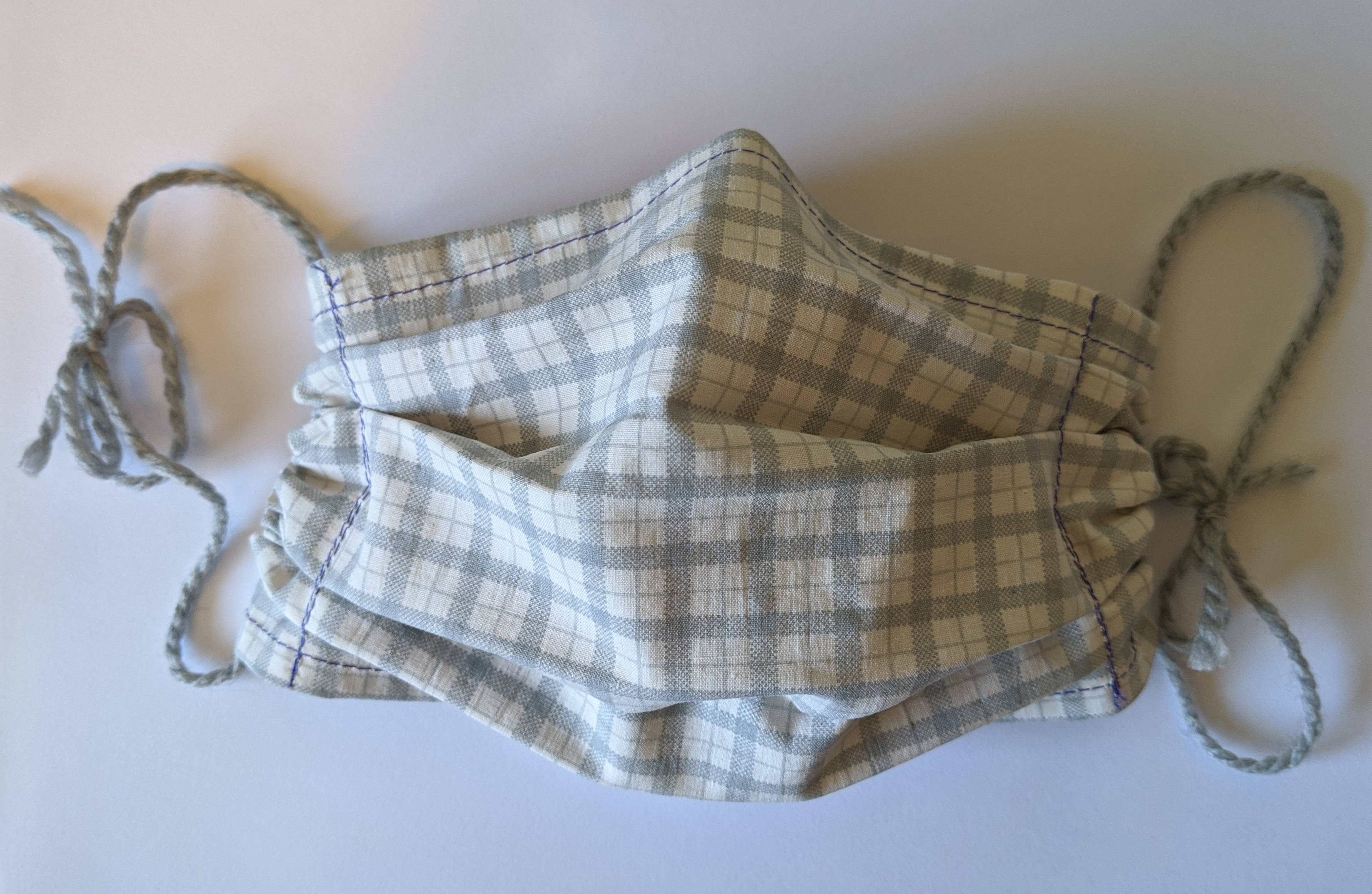
Masque en tissu fait maison

Un masque grand public parfois appelé anti-postillons ou anti-projections, est alternatif au masque sanitaire (médical), car il possède une filtration moins forte. Il est en tissu qui peut être soit non homologué car conçu de manière artisanale ou « fait maison » et non testé, ou soit homologué car conçu et testé par une entreprise qui le certifie conforme au norme. Il est fabriqué par des entreprises qui ont reçu une homologation basé sur les recommandations et son prix dépend de sa qualité en termes de durabilité, de confort et de style,. Le masque est fait d'un textile courant et lavable plusieurs fois, généralement en coton, porté sur la bouche et le nez.
Comme l'OMS n'a pas changé de recommandation sur le port du masque et ne recommande les masques que pour le personnel soignant, les malades et les personnes s'occupant de manière rapproché d'un malade,; et malgré les nombreux avertissements sur les risques accrus d'être contaminé en cas de port du masque par un individu sain,,; ces masques alternatifs ont pour but de réserver les masques chirurgicaux et FFP2 aux seuls soignants (la pénurie étant toujours de mise et pour longtemps).
Dans un environnement immédiat, le masque grand public possède une qualité de filtrage quasi égale aux masques chirurgicaux mais inférieure aux FFP. De la même manière que le masque chirurgical, il ne fournit pas non plus une protection complète contre les germes en raison de l'ajustement lâche entre la surface du masque et le visage, mais est une plus fiable protection qu'un masque artisanal pour son porteur. Le masque en tissu ne filtre pas des particules suffisamment petites pour empêcher le virus de pénétrer ou de sortir.
La protection physique du masque protège la bouche et le nez du porteur en filtrant 70 à 90 % des particules de plus de 3 micromètres,. En raison de l'ajustement lâche entre la surface du masque et le visage, le masque ne filtre pas les particules dans l'air comme les germes ou autres contaminants de taille inférieure à 3 micromètres qui peuvent être transmises par la toux et les éternuements d'une personne contaminée. Le masque freine la propagation du virus en bloquant la projection de gouttelettes à grosses particules, les éclaboussures, les pulvérisations (en) ou les éclaboussures qui peuvent contenir des virus et des bactéries, les empêchant d'atteindre la bouche et le nez du porteur du masque.
Le masque barrière porté par une personne contaminée protège également l'entourage en contenant les excrétions de particules de la personne contaminée, venant de sa salive ou de sa respiration.
Le masque peut être destiné aux professionnels en contact avec le public. En 2009, l'Organisation mondiale de la santé a recommandé de porter un masque contre le virus de la grippe A H1N1,,, mais en avril 2020, l'OMS ne recommande pas le port de masques non homologués par le grand public pour se protéger de la Covid-19, car le port de ce masque peut apporter parfois un faux sentiment de sécurité.

## Recommandations

### Évolution des recommandations de l’Organisation mondiale de la santé
En 2009, l'Organisation mondiale de la santé avait recommandé de porter un masque contre le virus de la grippe A H1N1,,.
Début février 2020, dans le cadre de COVID-19, l'OMS a approuvé l'utilisation de masques uniquement dans les conditions suivantes : 
- Si vous êtes en bonne santé, vous ne devez porter un masque que si vous vous occupez d'une personne suspectée d'être atteinte de Covid-19.
- Portez un masque si vous toussez ou éternuez.
- Les masques ne sont efficaces que s'ils sont utilisés en combinaison avec un nettoyage fréquent des mains à l'aide d'un désinfectant pour les mains à base d'alcool ou de savon et d'eau.
- Si vous portez un masque, vous devez savoir comment l'utiliser et le jeter correctement.

Le 27 février, l’OMS a publié une mise à jour des indications du port de masques : « Pour les personnes asymptomatiques, le port d'un masque, quel qu'il soit, n'est pas recommandé. Le port de masques médicaux lorsqu'ils ne sont pas indiqués peut entraîner des coûts inutiles et une charge d'achat et créer un faux sentiment de sécurité qui peut conduire à négliger d'autres mesures préventives essentielles ».
Le 28 février, le Dr Bruce Aylward, qui a dirigé une mission conjointe de l'OMS et de la Chine qui est parvenue « à changer le cours de l’épidémie et à éviter des dizaines, voire des centaines de milliers de cas de Covid-19 », a publié un rapport qui détaille notamment les méthodes déployées en Chine dont le port de masques obligatoire.
Le 29 février, en parlant du coronavirus, le directeur exécutif du programme des situations d’urgences sanitaires de l’OMS, Michael Ryan (en), a affirmé que « Ne pas avoir de masque ne vous expose pas nécessairement à un risque accru de contracter cette maladie ». « Il y a des limites quant à la capacité du masque à vous protéger d'une contamination ».
Début mars 2020, l'OMS explique que le port d'un masque certifié N95, FFP2 ou équivalent, en plus d'autres équipements de protection individuelle (lunettes et tenue les protégeant des contacts directs et des aérosols et protections oculaires), est nécessaire pour les soignants et professionnels de santé ou pour une personne proche d'un malade avéré, notamment en cas de cohabitation. L'OMS juge encore que ce n'est généralement pas recommandé pour le grand public. Des masques ont cependant été très utilisés par le public en bonne santé à Hong Kong, au Japon, en Malaisie, et à Singapour[réf. nécessaire].
Le 27 mars, l'OMS ne recommande pas le port de masque non homologués par le grand public pour se protéger de la Covid-19.
Le 29 mars, Tedros Adhanom Ghebreyesus, a concédé que l'OMS continuait à « évaluer l’usage potentiel du masque de manière plus large ». « La pandémie évolue, les preuves et nos avis aussi ».
Le 30 mars, Michael Ryan (en), a affirmé qu'il « n’existe aucune preuve suggérant que le port du masque par la population entière soit bénéfique en quoi que ce soit. En fait, certains éléments tendent même à montrer le contraire, en raison du port incorrect de ceux-ci »,.
Le 3 avril, en Belgique, un collectif de scientifiques et médecins a signé un texte qualifiant d'absurde la recommandation de l'OMS d'affirmer que les masques ne sont pas nécessaires pour le grand public,. Le même jour, Michael Ryan a affirmé que « Nous devons réserver les masques médicaux et chirurgicaux aux personnels en première ligne. Mais l’idée d’utiliser des masques [artisanaux] n’est pas une mauvaise idée en soit ».
Le 6 avril 2020, le directeur de l'OMS Tedros Adhanom Ghebreyesus, a déclaré encourager "les pays qui considèrent la généralisation du port du masque à étudier son efficacité ",.
Le 5 juin 2020, l'OMS modifie néanmoins ses préconisations et, tout en rappelant que le masque en lui-même ne protège pas contre le virus, conseille désormais le port du masque dans les espaces confinés et là où la distanciation physique ne peut pas être respectée.
Pour Noël 2020, l'OMS recommande d'organiser les rassemblements familiaux en extérieur, ou de respecter les distances de sécurité et de porter un masque en intérieur.

### États-Unis: Centres américains de contrôle et de prévention des maladies
En avril 2020, aux États-Unis, les Centers for Disease Control and Prevention (CDC) ont recommandé que le grand public porte un couvre-visage en tissu dans les lieux publics où d'autres mesures de distanciation sociale sont difficiles à maintenir, comme les épiceries et les pharmacies, en raison de l'importance de la transmission asymptomatique et pré-symptomatique de la maladie,.
En mars 2020, les CDC ont recommandé que si ni respirateurs ni masques chirurgicaux ne sont disponibles, alors en dernier recours, il pourrait être nécessaire pour les professionnels de la santé d'utiliser des masques qui n'ont jamais été évalués ou approuvés par le NIOSH ou des masques faits maison, bien que la prudence soit de mise lorsque l'on considère cette option.
En mars et avril 2020, les CDC ont fait face à des réactions violentes au sujet de leurs déclarations antérieures, informant que la plupart des personnes en bonne santé n'avaient pas besoin de porter un masque. Les recommandations précédentes avaient été faites pour essayer de conserver les fournitures pour les professionnels de la santé, mais avaient nui à la crédibilité de l'agence,,.

### Royaume-Uni
Une étude britannique sur la Covid 19 montre que le port du masque (provenant du commerce ou de l'autofabrication) dans la population, par exemple lors de la fréquentation des super-marchés ou des transports en commun, amène une réduction légère du coefficient {\displaystyle R_{0}} de transmission du virus. Ceci a pour effet une réduction très importante du nombre de cas de contamination.

### Union européenne, Espace économique européen et Royaume-Uni
Un rapport technique de l'ECDC d'avril 2020 prend position sur le port du masque.

### Asie
La Chine a spécifiquement recommandé l'utilisation de masques médicaux non chirurgicaux jetables par les personnes saines en particulier lorsqu'ils entrent en contact étroit (1 mètre (3foot) ou moins) avec d'autres personnes. Hong Kong (en) recommande de porter un masque chirurgical dans les transports en commun ou dans des endroits surpeuplés. Les autorités sanitaires thaïlandaises encouragent les gens à fabriquer des masques en tissu à la maison et à les laver quotidiennement.

Le 27 mars, dans une interview accordée à la revue Science, interrogé sur les erreurs commises par d'autres pays lors de la pandémie en mars, le directeur général du Centre chinois de contrôle et de prévention des maladies (SCDC), George Fu Ga a estimé que la population européenne devrait porter des masques pour limiter encore la diffusion de l'épidémie, : 
 « La grande erreur aux États-Unis et en Europe, à mon avis, est que les gens ne portent pas de masques. Ce virus est transmis par des gouttelettes et un contact étroit. Les gouttelettes jouent un rôle très important - vous devez porter un masque, car lorsque vous parlez, il y a toujours des gouttelettes qui sortent de votre bouche. De nombreuses personnes ont des infections asymptomatiques ou pré-symptomatiques. S'ils portent des masques, cela peut empêcher les gouttelettes qui transportent le virus de s'échapper et d'infecter les autres.»,.

## Justification du port de masques

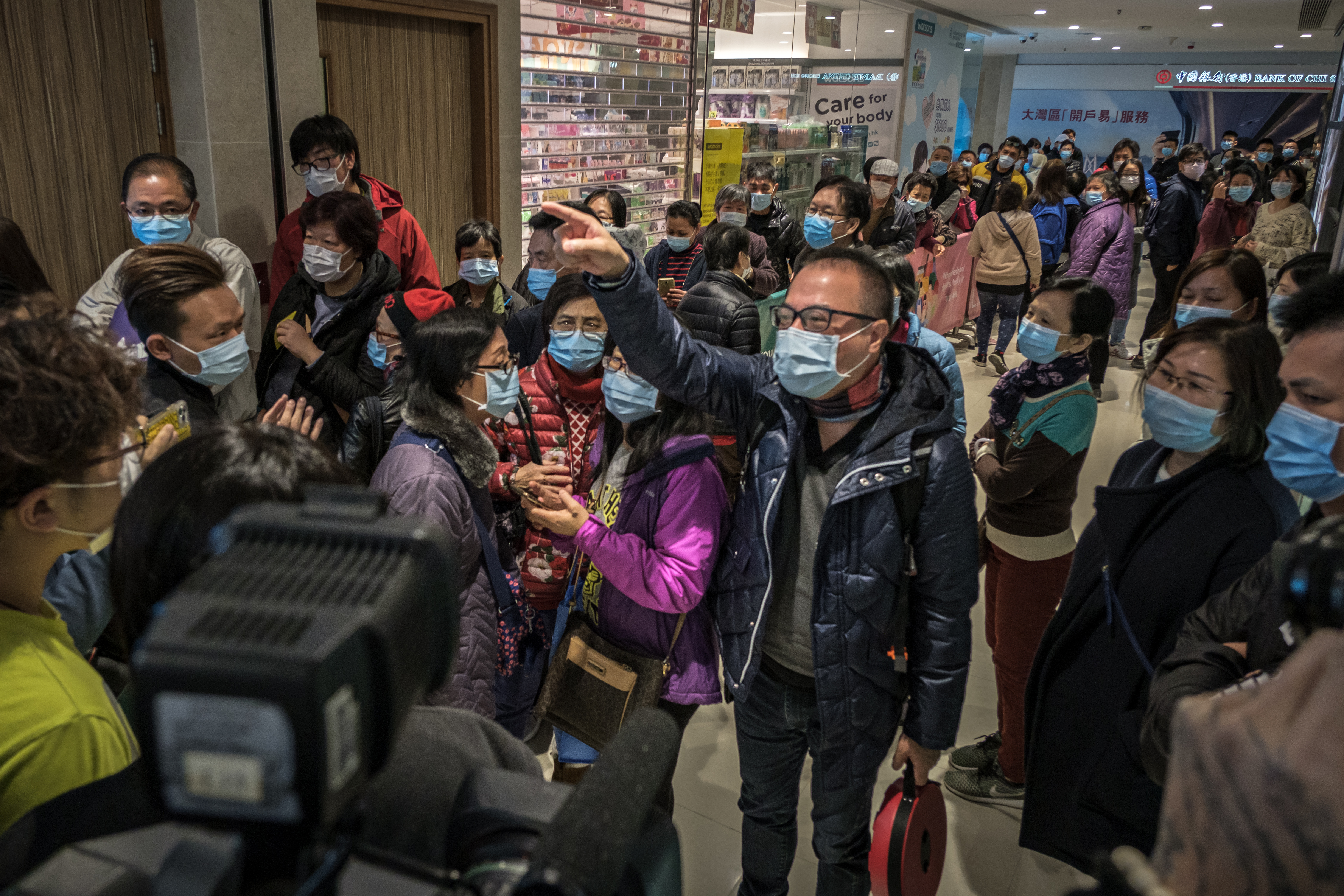
File d'attente pour acheter des masques à Hong Kong, le 30 janvier 2020. Tout le monde dans la file porte déjà un masque médical jetable.

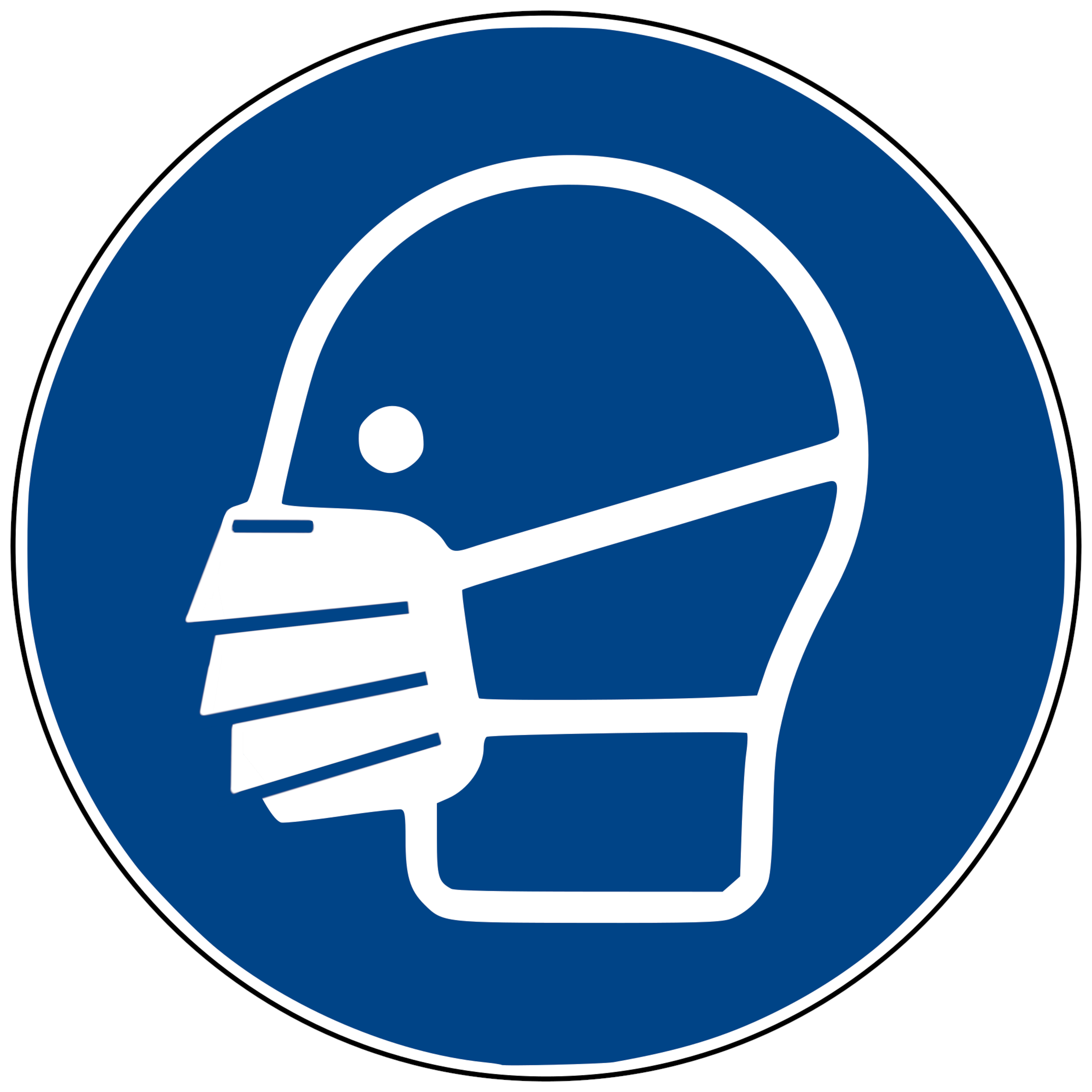
Comment porter un masque chirurgical blanc: 1) merlu de première place 2) observer qu’en dehors des plis du masque sont orientés vers le bas 3) façonner le merlu autour du nez 4) couvrir le menton

### Au début de l'épidémie, en Chine
Les responsables et les experts de la santé en Asie ont promu le port du masque par tous. Selon Linfa Wang (éminent spécialiste des maladies infectieuses dirigeant une équipe de recherche conjointe de l'Université Duke et de l'Université nationale de Singapour) le masque vise à « prévenir la propagation de la maladie plutôt que d'empêcher de contracter la maladie », notant que le point est de couvrir les visages des personnes infectées mais qui ne le savent pas, il est donc impératif que tout le monde en porte un en public. Contre la COVID-19, le masque a d'abord été généralisé à Wuhan et dans les provinces touchées en Chine, même par les individus en bonne santé, aux motifs suivants : 
1. Il existe une transmission asymptomatique du SARS-CoV-2. De nombreuses personnes peuvent être infectées sans symptômes ou seulement avec des symptômes bénins[84].
2. une distance physique appropriée est impossible à assurer à tout moment dans de nombreux lieux publics[84].
3. Aspects sociopsychologiques et de coûts-avantages. Si seules les personnes infectées portaient un masque, elles auraient probablement une incitation négative à le faire. Une personne infectée pourrait ne rien obtenir de positif, mais ne supporter que les coûts tels que les inconvénients, les dépenses d'achat et même les préjugés[84].
4. Les masques ne manquaient pas en Chine, pays qui produit 100 millions de masques par jour depuis début mars 2020[84].

### Accumulations de preuves scientifiques
Toute étude randomisée en double aveugle visant à mesurer expérimentalement l'efficacité des masques en utilisant le virus SARS-CoV-2 lui-même serait éthiquement injustifiable, et le modèle animal ne convient pas à ce type d'étude. Jusqu’en mai 2020, dans l'urgence, les recommandations ont donc surtout été basées sur des retours d'expérience chinois, sur des données provenant d'études anciennes et/ou concernant d'autres microbes, ou sur des modélisations.
En juin 2020, un article de Derek Chu et al., publié dans The Lancet, a passé en revue 172 études observationnelles et compilé les preuves collectées par 44 études comparatives antérieures sur le SRAS, le syndrome respiratoire du Moyen-Orient (MERS), Covid-19 et d'autres betacoronavirus). Selon ce travail, la distanciation physique à 1 m ne suffit pas : elle peut réduire le risque d'infection de 82 % avec une distance physique de 1 m, mais n'offre pas de protection complète (sachant que pour chaque mètre supplémentaire de distanciation, la protection relative a plus que doublé, selon les données disponibles jusqu'à 3 m). Les auteurs rappellent qu'une étude a trouvé un virus viable dans l'air 16 h après l'aérosolisation, et que le SARS-CoV-2 a montré une plus grande propension à être aéroporté que ses prédécesseurs pandémiques (SARS-CoV-1 et MERS-CoV. Les masques sont donc indispensables.
Avec le temps, les preuves scientifiques d'utilité se sont accumulées :
- l'éminent microbiologiste Yuen Kwok-yung (en) de l'Université de Hong Kong a rapporté une importante charge virale dans les expectorations et la salive d'une personne infectée et des cas asymptomatiques comme raisons pour lesquelles même les individus en bonne santé devraient porter un masque[89],[90].

- Selon Stephen Griffin, virologue à l'Université de Leeds, « Le port d'un masque peut réduire la propension [des] personnes à se toucher le visage, qui est une source majeure d'infection sans une bonne hygiène des mains »[91].

- Des études récentes ont suggéré que les deux mètres (six pieds) de distance sociale requis sont insuffisants et sont basés sur des études obsolètes des années 1930-1940 ou sur des erreurs[92],[93],[94]. Des chercheurs et des auteurs scientifiques ont suggéré que le masque doit être porté même lorsque la distance sociale est d'un mètre cinquante[95],[96],[97],[98], pendant l'exercice[99],[100] et à la maison pour réduire la charge virale[101],[102].

- Selon Chu et ses collègues (juin 2020), globalement, les masques ont une plus grande efficacité dans les milieux de soins que dans la communauté ; les masques chirurgicaux réduisaient le risque d'infection de 77 %, et les masques FFP2 (en demi-sphère, sans valve, parfois dits « respirateurs ») protègent mieux (à 96 %). En outre, une protection oculaire diminue le risque d’infection de 78 %. Le masque de type FFP2 devrait donc être la « norme minimale pour les agents de santé », en particulier s’occupant de patients atteints de Covid-19[86]. Selon les fiducies du National Health Service (NHS), jusqu'à un agent de santé sur cinq a été infecté par le SARS-CoV-2 au Royaume-Uni[103], taux considéré comme inacceptable pour ces agents surexposés. 
Cette étude a aussi conclu que les respirateurs et les masques multicouches sont plus protecteurs que les masques monocouches. « Cette découverte est vitale pour informer la prolifération des modèles de masques en tissu faits maison, dont beaucoup sont à une seule couche. Un masque en tissu bien conçu doit avoir un tissu résistant à l'eau, plusieurs couches et un bon ajustement facial »[104]. 
Sur la base de preuves de plus en plus nombreuses de transmissions présymptomatiques et asymptomatiques du SARS-CoV-2 [105], Les auteurs prônent l'utilisation universelle du masque facial, car les masques étaient tout aussi efficaces dans les soins de santé et dans la communauté lorsqu'ils étaient correctement utilisés.
- Selon une étude on peut associer en moyenne un coefficient de reproduction R0 de l'épidémie dans la population à la qualité des masques portés en particulier suivant leur adhérence et leur qualité de filtration[106]. Ceci montre l'intérêt d'élever le niveau de qualité moyen des masques portés dans la population pour freiner l'épidémie, car même dans une catégorie de masques donnée, le contrôle qualité montre de grandes différences entre les fabricants[107]. Ainsi les masques FFP2 ou équivalents sont devenus obligatoires, depuis janvier 2021, en Bavière[108] et en Autriche[109], interdisant les masques chirurgicaux. Tandis qu'en France, la Haute autorité de santé recommande en 2021 de ne pas porter de masque en tissu artisanal sans certification de catégorie 1[110]. Une étude a montré que le port du masque FFP2 en population générale en Corée a sauvé des milliers de vies[111]. Une autre modélisation montre qu'il suffit en moyenne que 40 % de la population porte des masques de type FFP2 pour stopper la pandémie, si le coefficient de diffusion du variant est R0=2,5[112],[113].
- Une modélisation montre que les épidémies de Covid-19 auraient pu être évitées en Italie et au Brésil, si 90% au moins de la population avait dès le début de la diffusion porté un masque[114].
- En février 2021, une étude italienne observe que le port du masque chirurgical ne nuit aucunement à la santé des enfants de 0 à 12 ans, laissant supposer qu'il peut être imposé sans danger en environnement scolaire[115].
- En septembre 2021, la plus grande étude contrôlée randomisée  faite sur ce sujet (178 000 personnes et 164 000 personnes suivies dans 600 villages bangladais de novembre 2020 à avril 2021, avant que le variant delta soit dominant dans le pays) confirme l'intérêt du masque : une augmentation de 30 % du port de masques a diminué d'environ 10 % en moyenne le nombre de cas symptomatiques de COVID-19, et d'avantage chez les plus de 50 ans, le masque chirurgical se montrant plus efficace[116].
- En décembre 2022, une méta-analyse d'essais randomisés, comprenant des données antérieures et postérieures à 2020, note une diminution des infections respiratoires comprises entre 2 % et 19 % en population générale pour le masque seul et entre 10 % et 30 % si le port du masque est associé au lavage des mains[117].

Les bonnes pratiques d'hygiène recommandées sont :
- Limiter les projections de gouttelettes et d'aérosols viraux : pour ceux qui se savent infectés ou craignent de l'être, porter un masque chirurgical en présence d'autrui. En présence d'un malade ou de toute personne susceptible de l'être porter également un masque et en contexte à risque (hôpital, commerce...), gants et lunettes de protection sont également recommandés[118],[119],[88] ;
- S'il y a eu ou s'il y a un malade de la Covid-19 dans la maison, limiter les envols de poussières[120],[121].

### Port de masques en extérieur
Un certain nombre de pays sont allés au-delà des préconisations de l'OMS, en recommandant fortement et en rendant parfois même obligatoire son port en extérieur. Les fondements de ces mesures sont contestés par plusieurs études scientifiques.

## Politique de production, achat, gestion et utilisation des masques par pays et territoire
Les guerres d'enchères entre différents pays et états sur ces articles ont été signalées comme un problème majeur avec des augmentations de prix, des saisies par des gouvernements locaux ou des commandes annulées par la société de vente pour être redirigées vers un meilleur enchérisseur. Dans certains cas, des professionnels de santé ont reçu l'ordre de ne pas parler de ces pénuries de ressources. Plusieurs gouvernements changent également de discours, parfois avec le support d'établissement de santé nationaux.

### Chine

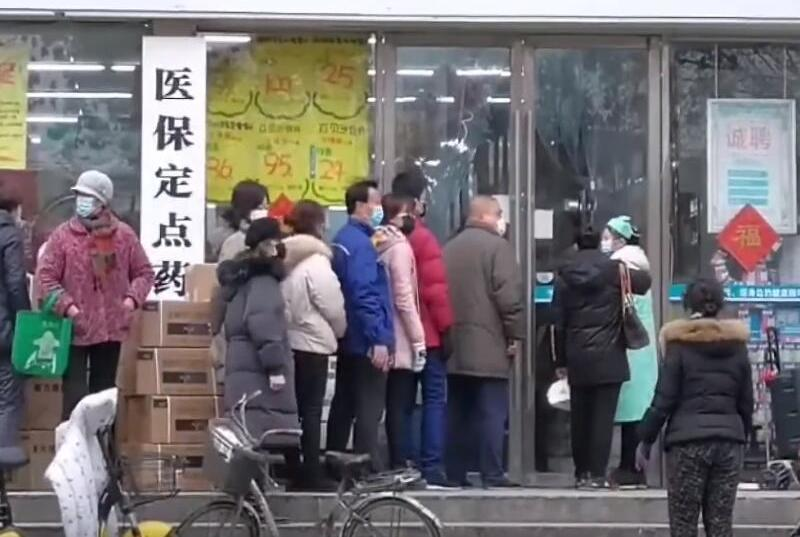
En Chine, à Wuhan, des personnes font la queue devant une pharmacie pour acheter des masques chirurgicaux.

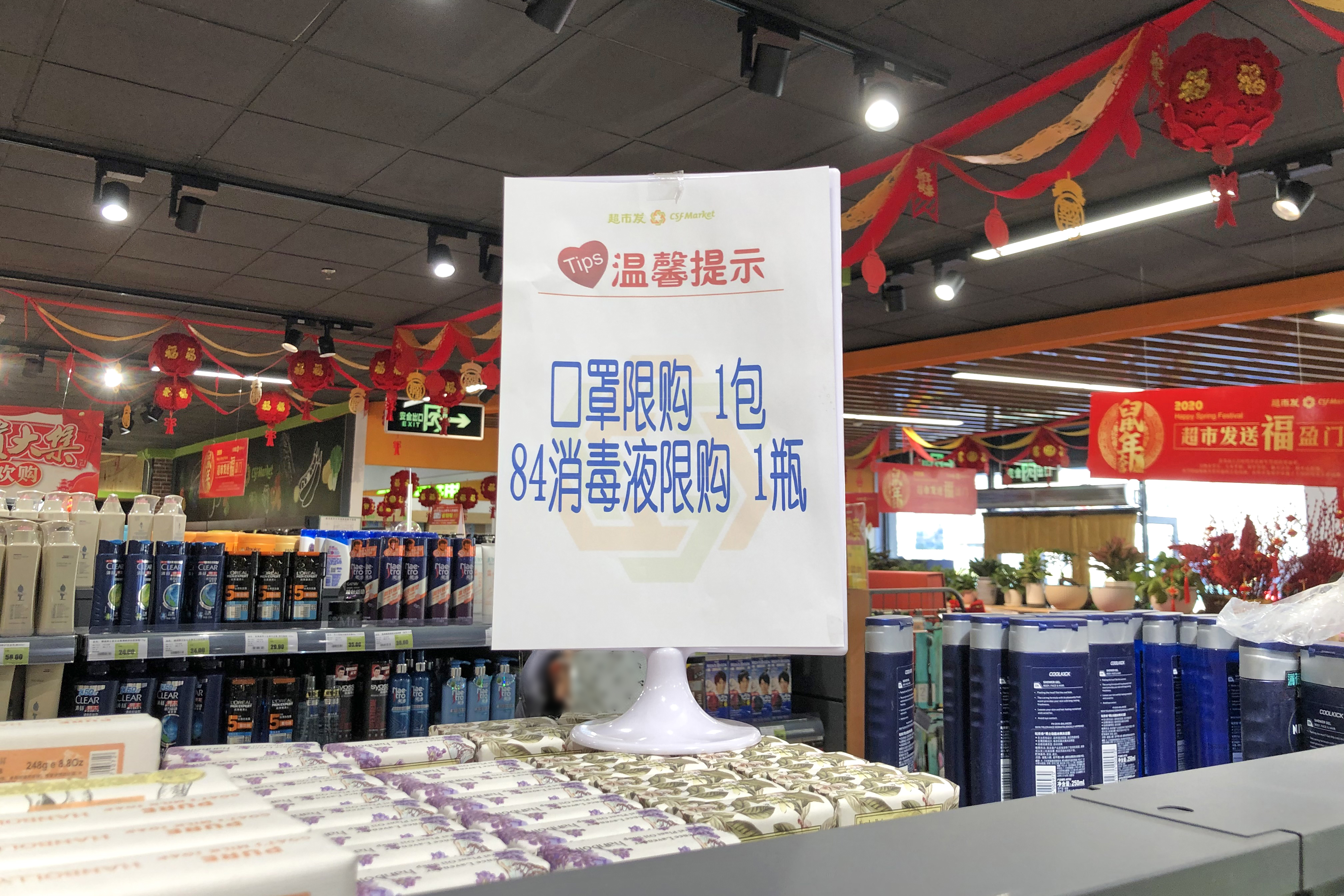
Une pancarte dans un supermarché de Pékin, disant que chaque personne ne peut acheter qu'un seul paquet de masques chirurgicaux et une bouteille de 84 désinfectants liquides par jour.

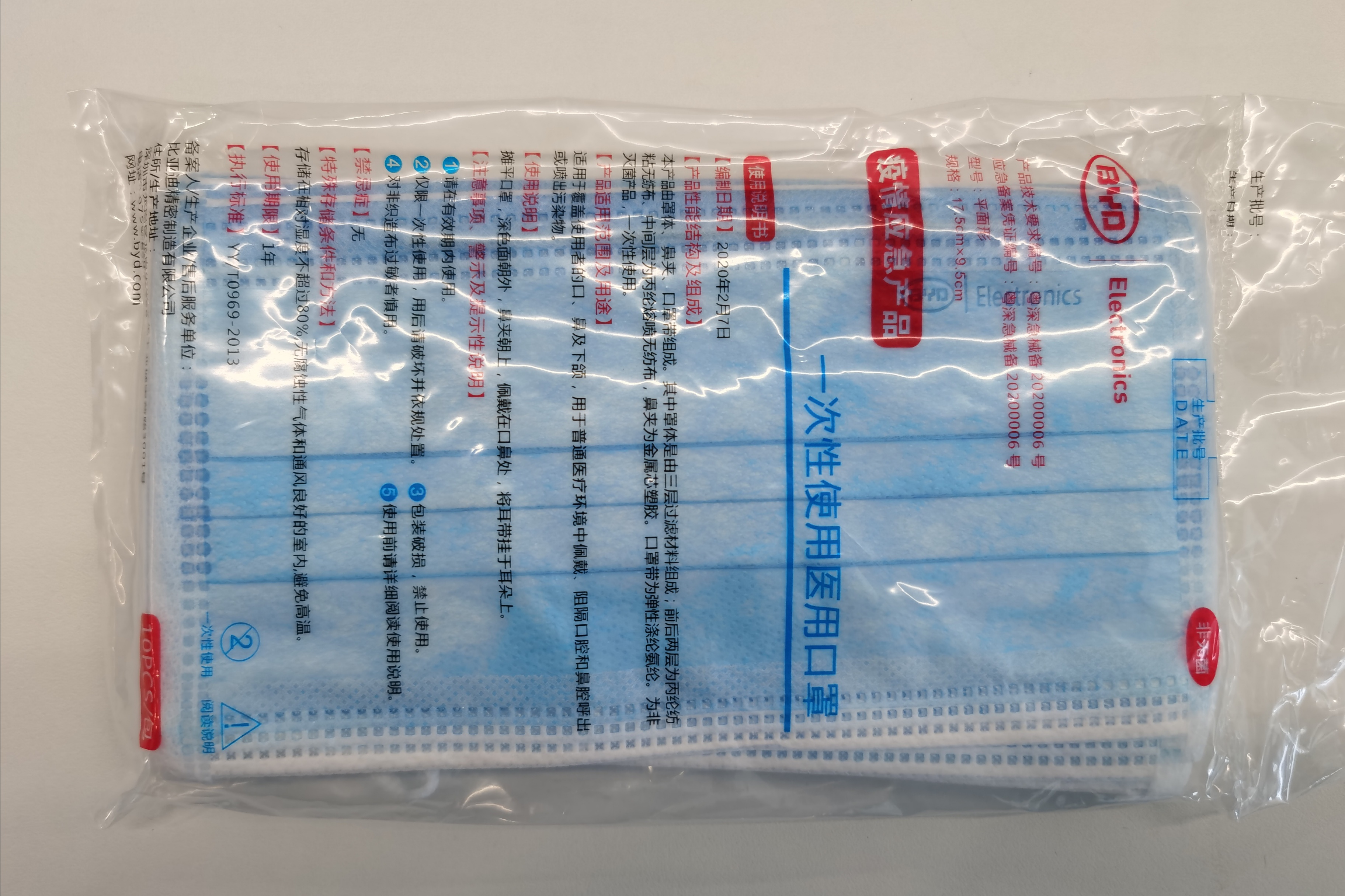
Les fabricants chinois d'électronique, tels que, ont commencé à produire des masques chirurgicaux après l'épidémie.

La Chine contrôle 50 % de la production mondiale de masques. Touchée la première par l'épidémie de coronavirus en janvier 2020, la Chine a diminué sa production de masque, beaucoup d'usines chinoises étant à l’arrêt.
Une des conséquences de cette pandémie est que la Chine expose la trop grande dépendance des pays occidentaux aux productions venant d'Asie.
Alors que l'épidémie s'accélérait, le marché continental de la Chine a connu une pénurie de masque en raison de l'augmentation de la demande du public. La Chine a alors consacré toute sa production à un usage domestique, autorisant uniquement les exportations via l'aide humanitaire. La Chine est même obligée de faire appel à l'aide internationale au début de la pandémie alors même qu'elle produit la majorité des masques et du matériel médical au niveau mondial. Au plus fort de la pandémie, tous les pays sont désespérément à la recherche des mêmes produits et la pénurie frappe les établissements de santé au premier chef tandis que les prix s'envolent.
À Shanghai, dans des points de vente, les clients ont dû faire la queue pendant près d'une heure pour acheter un pack de masques et les stocks ont été vendus en une demi-heure.
L'accumulation et la hausse des prix ont fait grimper les prix, de sorte que le régulateur du marché a déclaré qu'il sévirait contre de tels actes,. En janvier 2020, des contrôles de prix ont été imposés sur tous les masques des sites internet Taobao et Tmall. D'autres plates-formes de commerce électronique chinoises - JD.com, Suning.com, Pinduoduo - ont fait de même; les fournisseurs tiers étaient soumis à des prix plafonds, les contrevenants étant passibles de sanctions.
La crise sanitaire provoque aussi l'inflation du prix des masques en Chine. À Pékin, un pharmacien est condamné à une amende de trois millions de yuans pour avoir fait passer le prix des masques de 143 yuans à 850 yuans.
En mars 2020, la Chine ayant quasiment réduit son épidémie, a recommencé à produire des masques en quadruplant sa capacité de production (100 millions de masques par jour). Alors que les pays occidentaux dépendaient de la Chine pour la fourniture de masques et d'autres équipements, la Chine fut considérée comme faisant jouer le soft power pour influencer l'opinion mondiale.
En Chine, les usines voient leurs profits exploser grâce à la production quotidienne de 116 millions de masques, dont une partie non négligeable est exportée : « Une machine à faire des masques, c'est devenu une planche à billet, c'est comme fabriquer de l'argent » affirme Shi Xinghui, directeur des ventes d'une entreprise basée en Chine. Durant les deux premiers mois de 2020, 8 950 nouvelles usines de masque ont vu le jour.
Le 22 janvier, la ville de Wuhan est confinée et le port du masque y est obligatoire. L'autorité sanitaire de Wuhan rend obligatoire le port d'un masque facial dans les lieux publics sous peine d'amende.

### Singapour
Face à une recrudescence des cas, le 6 avril, Singapour, souvent cité en exemple comme un pays qui avait réussi à contenir la maladie sans confinement (port du masque et traçage intensif des cas positifs), décide finalement de confiner sa population pour un mois au moins, ce qui met à mal la stratégie d'immunité de groupe.

### Malaisie
En Malaisie, l’armée a été mobilisée le 23 mars, pour faire respecter le principe d'un seul conducteur par véhicule et le port d’un masque, quand le ministre de la défense, Ismaïl Sabri a révélé que plus de la moitié de la population avait plus ou moins ignoré les ordres de restrictions de mouvement décrétés le 18 mars.

### Thaïlande
La propagation de la pandémie s'accompagne des cas isolés de préjugés contre des Occidentaux, en particulier des touristes accusés d'importer la maladie. Un message sur le compte Twitter du ministre thaïlandais de la santé, Anutin Charnvirakul, a exhorté les Thaïlandais à être « plus prudents envers les Occidentaux qu'envers les Asiatiques ». Il affirme dans ce tweet que de nombreux touristes occidentaux refusaient de porter des masques, « s'habillaient de façon sale et ne se douchaient jamais ». Le post a suscité des réactions négatives en Thaïlande et au Royaume-Uni, avant d'être rapidement supprimé. M. Charnvirakulk a affirmé n'être pas responsable de cette situation,,.

### France

Lille, 2022. Œuvre de Kelu Abstract.

Le 27 mars, l'Afnor a publié sur son site Internet un guide pour fabriquer soi-même son propre masque selon des normes établies, contre la transmission de maladies infectieuses ou la pollution atmosphérique de particules. Le masque grand public est lavable plusieurs fois : "Vous les verrez bientôt, ils sont en tissu, lavables et réutilisables cinq, vingt, trente fois…", avait précisé le ministre français de la Santé, Olivier Véran, le 19 avril 2020.
Le 20 avril, la porte-parole du gouvernement français, Sibeth Ndiaye a rappelé qu'il n'y a « pas de consensus scientifique à ce stade sur l'utilité de l'utilisation du masque pour tous les Français », avant que l'Académie de médecine et le Conseil scientifique préconisent le port du masque dans les lieux publics,.
Le 16 juillet, le Premier ministre Jean Castex annonce que le port du masque sera de nouveau obligatoire dans les « espaces publics clos » à compter du 20 juillet.
En France, des masques sont distribués gratuitement pour certaines personnes avec revenus modestes, vulnérables, atteintes de la Covid-19 ou cas contact. C'est également le cas pour certaines professions de la fonction publique ou des secteurs sanitaires et médico-sociaux.
Les premiers vendeurs de masques chirurgicaux sont apparus avant la crise du covid-19, alors que quatre entreprises produisaient des masques chirurgicaux en France. Cependant, une fois que le virus fait son apparition, la production de ces entreprises n'est tout simplement pas suffisante. Le premier vendeur de masques pendant la pandémie était la Chine car c'était le premier pays touché par le virus. Ce sont eux qui ont ensuite commencé à produire des masques. Cependant, une fois que la production démarre dans chaque pays, nous pouvons y voir de nouveaux vendeurs de masques.
Nous avons remarqué que le vendeur est pris en charge par l'Etat, la France a signé des contrats avec quatre entreprises pour la production de masques chirurgicaux. Les entreprises concernés sont Celluloses de Brocéliande, Savoy International, BB Distribe et Bioserenity.
Les masques produits sont ensuite vendus et envoyés à de nouveaux fournisseurs agréés par l'Etat. Parmi eux, nous avons remarqué un grand nombre de distributeurs comme Carrefour et Leclerc. Cependant, les experts en tabac et les pharmaciens sont également autorisés à vendre ces masques.
Avant l’apparition du virus le masque n’était pas si répandu que cela. Les principaux acheteurs étaient les hôpitaux par exemple, car les professionnels de santé en portent un durant une intervention chirurgicale pour protéger le champ opératoire stérile et pour ainsi empêcher une pareille infection du patient présent sur le lieu. Ils étaient aussi prescrits par les médecins pour les malades contagieux par voies respiratoires, on retrouve même des femmes allaitantes envers leur nourrisson en porter.  
De plus, certaines personnes le portent pour se protéger de la pollution atmosphérique. Ces personnes là sont plus présentes dans les grandes villes notamment en Chine où la pollution est importante.
Parmi les acheteurs de masque au début de la crise, nous trouvions les grandes surfaces, les pharmacies, la population mais plus particulièrement les hôpitaux qui étaient les premiers prioritaires.
Cependant, avec l’obligation de porter un masque dans les espaces publics clos, la demande de ce bien privé a explosé. On a alors fait face à de nouveaux acheteurs.
La France s’est donc retrouvée face à un marché concurrentiel des masques chirurgicaux. Le marché concurrentiel n’est pas un concurrence parfaite. En effet, les entreprises peuvent fixer les prix. Celles-ci ne sont pas preneuses mais faiseuses de prix. Il y a d’ailleurs un grand nombre d’offreurs pour énormément de demandeurs ce qui n’implique donc pas un marché oligopolistique. Pour des commerciaux, l'évolution du marché est compliquée car son prix à vite augmenter dès le premier confinement avec la pénurie, à cause du prix de la matière première pour les fabriqués. De plus, sa commercialisation devait se faire le plus rapidement possible, ainsi les modes d’importations sont passés du bateau à l’avion d’où une augmentation du prix. Cependant, les entreprises sont en concurrence ce qui n’implique pas non plus un monopole pur. Certains commerciaux veulent que son prix diminue encore, alors que des distributeurs se sont obligés à faire des stocks importants dès le mois de mai. Ces stocks ne se sont pas tous écoulés en entier directement, certains ont eu des restes même au mois d’août. Le groupe Segetex-EIF, avec son chiffre d'affaires de 50 millions d'euros, se présente comme « le plus gros fournisseur de masques sanitaires dans l'Hexagone ». Il accroît les capacités de production de son usine de la Loire.  Il s’agirait donc du leader du marché.
Cependant, l’Etat est intervenu à plusieurs reprises pour influencer le marché des masques chirurgicaux. En effet, au-delà de l’obligation du port du masque dans les espaces publics clos au 20 juillet 2020, un prix maximum de 95 centimes l'unité a été fixé par les autorités. Aujourd'hui, les masques à usage unique sont accessibles le plus souvent entre 50 et 60 centimes. Les entreprises sont donc libres de faire varier leur prix dans la limite des 95 centimes réglementaires. Maintenant, ce marché concurrentiel est sous la tutelle de l’Etat. En revanche, il faut noter que l’avenir de ce marché reste vraiment flou car cela dépend de la crise sanitaire. Or, cette dernière n’est pas pronosticable sur le long et court terme. Nous pouvons rajouter que pour accroître la production nationale de masques, certains projets industriels ont reçu le soutien de l'Etat, notamment le Pôle Protect Santé de Savoy International.
À la suite de la recommandation de la Haute Autorité de santé en janvier 2021 de ne pas porter de masque en tissu artisanal sans certification de catégorie 1, les masques en tissus de catégorie 1 ou de qualité supérieure sont obligatoires dans les écoles en France dès février 2021.
Le 14 juin 2021, Jérôme Salomon de la Direction générale de la santé annonce une levée de l'obligation du port du masque en extérieur fin juin. Le masque demeurera obligatoire en intérieur.

### Allemagne
Début avril 2020, le politicien berlinois Andreas Geisel (en) a allégué qu'une cargaison de 200 000 masques N95 qu'il avait commandés au producteur américain 3M en Chine et avait été interceptée à Bangkok puis détournée vers les États-Unis. La cheffe de la police de Berlin, Barbara Slowik (de), a déclaré qu'elle pensait que « cela est lié à l'interdiction d'exportation du gouvernement américain. » Début avril, l'Allemagne envisage le port du masque obligatoire pour l'ensemble de la population. Des archives montrent que la pratique prévalait lors de la grippe espagnole.
Le producteur 3M a déclaré ne pas avoir connaissance de l'envoi, déclarant « Nous ne savons rien d'une commande de la police de Berlin pour des masques 3M provenant de Chine », et le gouvernement américain a nié toute confiscation et a déclaré qu'il utilisait canaux appropriés pour tous leurs achats,.
La police de Berlin a par la suite confirmé que la cargaison n'avait pas été saisie par les autorités américaines, mais aurait simplement été achetée à un meilleur prix, ce que l'on croit généralement provenir d'un revendeur allemand ou de la Chine. Cette révélation a scandalisé l'opposition berlinoise, dont le chef du groupe parlementaire de la CDU, Burkard Dregger, a accusé Geisel de "délibérément induire les Berlinois en erreur" afin "de couvrir sa propre incapacité à obtenir un équipement de protection".
L'expert de l'intérieur du FDP, Marcel Luthe, a déclaré : "De grands noms de la politique internationale comme le sénateur berlinois Geisel en accusent d'autres en dénonçant un piratage américain et en servant des clichés anti-américains".
The Guardian a également rapporté qu '"il n'y a aucune preuve solide que Trump [ni aucun autre responsable américain] n'ait approuvé le casse [allemand]".
Le 27 avril, le port du masque a été rendu obligatoire en Allemagne dans les transports en commun voire aussi dans les commerces.
En décembre 2020, 27 millions de masques de type FFP2, sont distribués gratuitement aux plus de 60 ans.
En janvier 2021, l'Allemagne rend le masque médical obligatoire dans les lieux publics clos (transports en commun, commerces, services religieux). Les masques en tissus ne sont plus autorisés dans ces lieux. En Bavière et en Autriche, seul un masque médical avec une protection équivalente au masque FFP2 est autorisé (comme le masque KN95 par exemple). Les masques chirurgicaux ne sont plus autorisés.

### Italie
En pénurie de masque, l'Italie a demandé de l'aide. La Commission européenne a suggéré que la position des gouvernements français et allemand n'était pas complètement compatible avec la logique du marché commun : la France souhaitant « lutter contre la spéculation et garder les masques pour son personnel médical, les chercheurs en laboratoire et les malades », tandis que l'Allemagne, en interdisant leur exportation, qu'ils soient disponibles sur zone afin que « quiconque le souhaitait [puisse] s’approvisionner pour constituer des stocks ».
Début avril, l'Italie envisage le port du masque obligatoire pour l'ensemble de la population. Des archives montrent que la pratique prévalait lors de la grippe espagnole.
En 2022, certains policiers qui ont déjà accepté vaccins, tests et masques FFP2 sont en désaccord avec la couleur rose du masque, car ils considèrent que cette couleur ne fait pas honneur à l'uniforme.

### République tchèque
Le 22 mars, au cours d'une escale aérienne, la République tchèque saisit pour son compte 680 000 masques envoyés par la Chine pour aider l'Italie alors en grande difficulté.
Le 27 mars, la République tchèque a rendu le port du masque obligatoire dans l’espace public.

### Pays-Bas
Un lot de masques achetés par les Pays-Bas aurait été rejeté comme ne répondant pas aux normes. Le ministère néerlandais de la Santé a publié le 21 mars un rappel de 600 000 masques d'un fournisseur chinois qui ne correspondaient pas correctement et dont les filtres ne fonctionnaient pas comme prévu bien qu'ils aient un certificat de qualité. Le ministère chinois des Affaires étrangères a répondu que le client devrait "revérifier les instructions pour s'assurer que vous avez commandé, payé et reçu les bons masques. N'utilisez pas de masques non chirurgicaux à des fins chirurgicales ".

### États-Unis

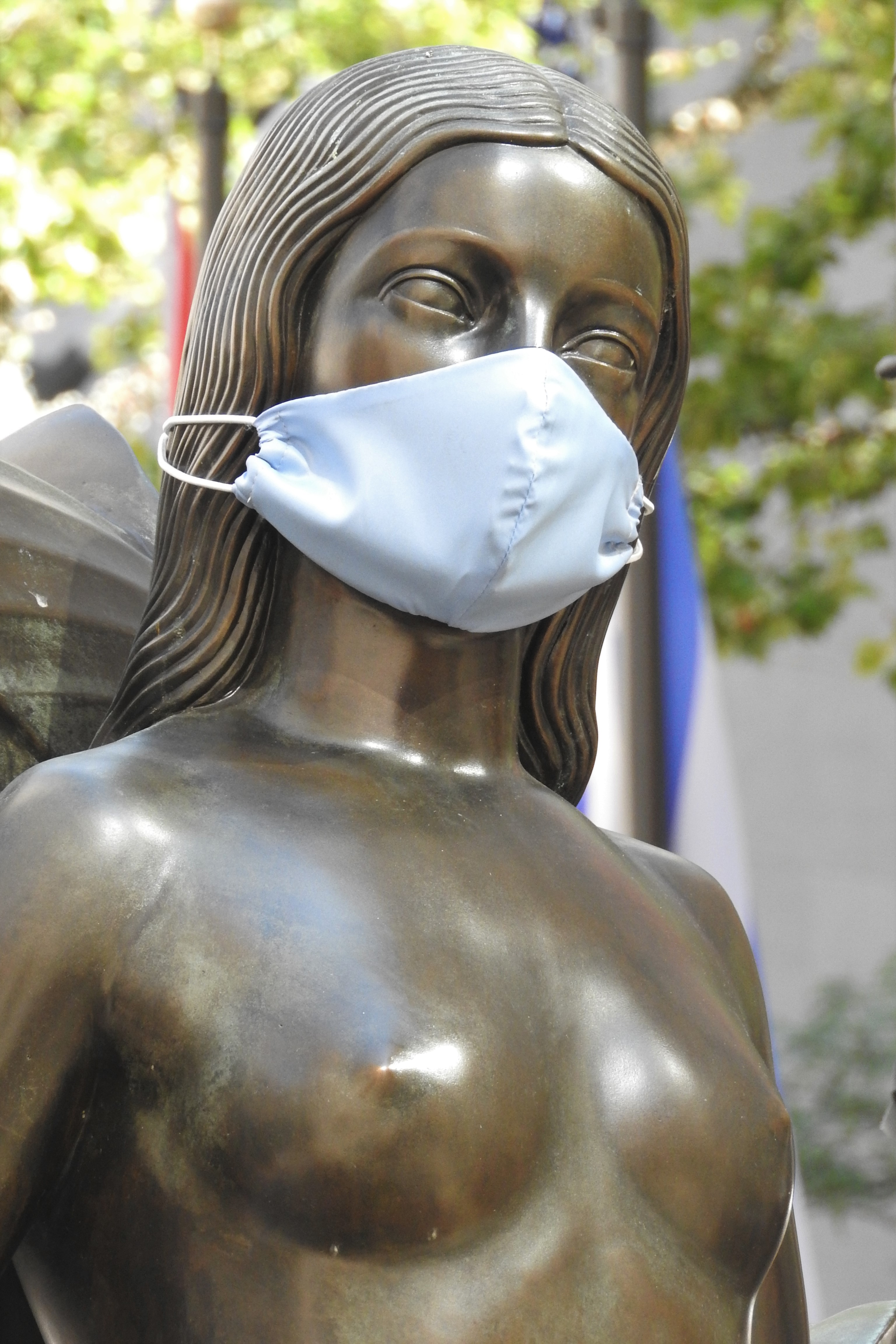
New York

### Approvisionnement
En 2006, 156 millions de masques ont été ajoutés au stock national stratégique (en) américain en prévision d'une pandémie de grippe. Après leur utilisation contre la pandémie de grippe de 2009, ni l'administration Obama ni l'administration Trump n'ont renouvelé les stocks. Le 1er avril, le stock stratégique national des États-Unis était presque vide.
Les masques N95 étaient en pénurie et en forte demande pendant la pandémie de coronavirus 2019-2020,. La production de masques N95 a été limitée en raison de contraintes sur l'approvisionnement en tissu polypropylène non tissé (en) tissé (qui est utilisé comme filtre primaire), ainsi que de l'arrêt des exportations de la Chine,.
En mars 2020, le président américain Donald Trump a appliqué la loi de défense sur la production (en) contre la société américaine 3M, qui permet à la Federal Emergency Management Agency d'obtenir des respirateurs N95 de 3M,. Le conseiller commercial de la Maison-Blanche, Peter Navarro, a déclaré que certains craignaient que les produits 3M ne se rendent pas aux États-Unis. 3M a répondu qu'elle n'avait pas modifié les prix qu'elle facturait et n'était pas en mesure de contrôler les prix pratiqués par ses concessionnaires ou détaillants.
Le 3 avril, Jared Moskowitz, chef de la Florida Division of Emergency Management (en) (en français : service gouvernemental de la gestion des urgences de l'État de Floride), a accusé la société américaine 3M d'avoir vendu des masques N95 à l'étranger au lieu des États-Unis.
Moskowitz a déclaré que 3M a accepté de vendre des masques à la Floride, mais que son équipe, depuis plusieurs semaines « se rend dans des entrepôts complètement vides. » Il a ensuite déclaré que les distributeurs américains agréés par 3M lui avaient dit plus tard que les masques sous contrat avec la Floride n'avaient jamais été dévoilés, car la société a plutôt priorisé les commandes qui arrivent plus tard, à des prix plus élevés, en provenance de pays étrangers (y compris l'Allemagne, la Russie et la France).
En conséquence, Moskowitz a souligné le problème sur Twitter en accusant 3M de « troll »,,. Forbes a rapporté que « environ 280 millions de masques dans des entrepôts aux États-Unis avaient été achetés par des acheteurs étrangers [le 30 mars 2020] et étaient destinés à quitter le pays, selon le courtier - et ce en un jour », provoquant d'énormes pénuries critiques des masques aux États-Unis,.
Comme de plus en plus de pays restreignaient l'exportation de masques N95, Novo Textiles en Colombie-Britannique prévoyait devenir le premier fabricant au Canada. AMD Medicom au Québec prévoit également de devenir le deuxième fabricant canadien de masques N95, avec un contrat pour approvisionner le gouvernement du Canada.

### Recommandations des autorités et polémiques
À New York, le maire a demandé, sur la recommandation des Centres pour le contrôle et la prévention des maladies, à la population de se couvrir le visage.
À travers le pays, le port du masque parfois obligatoire dans certaines localités suscite une forte controverse et est sujet à une polarisation dans l'opinion. Des confrontations ont lieu dans l'espace public, particulièrement dans les commerces, et des bagarres sont recensées. Les opposants au port du masque invoquent notamment une atteinte à leur liberté,, et le port ou non-port du masque devient en partie un signe de ralliement politique. Cette polémique suscite dans la presse une comparaison avec l'opposition au port du masque lors de la grippe espagnole, particulièrement la ligue anti-masque de San Francisco.

## Professions touchées
Des défis se posent à certains praticiens. Par exemple les chirurgies ORL (dentaires et buccales notamment) utilisant des perceuses, scies, jets d'air ou d'eau et des appareils à ultrasons provoquent des nébulisations et aérosols facilement contaminants ; elles ont donc été suspendues dans plusieurs pays (ex : Royaume-Uni) pour limiter la contagion et offrir plus de masques aux hôpitaux. Les soins dentaires urgents sont donc à réorganiser, avec des équipes dotées d'EPI adaptés, ce qui est difficile mais nécessaire car suspendre les soins dentaires (y compris de routine) expose à augmenter le nombre d'infections dentaires aiguës qui peuvent s'étendre aux voies respiratoires et nécessiter des soins intensifs, déjà surchargés. L'extraction des dents pathogènes doit être prioritaire par rapport au sauvetage réparateur, après discussion avec le patient, par téléphone ou vidéoconférence le cas échéant. La profession dentaire en hôpital devrait aussi dépistée pour la COVID-19 aussi prioritairement que les agents de santé hospitaliers, afin de limiter le risque d'infection nosocomiale par la COVID-19 et proactivement et préventivement contribuer à limiter la propagation du virus.

## Culture
,
Dans les sociétés d'Asie de l’Est, la principale raison du port de masque est de protéger les autres contre soi-même,. Il est considéré comme une responsabilité collective de réduire la transmission du virus. L'hypothèse générale derrière la loi[Laquelle ?] est que toute personne, y compris les personnes apparemment en bonne santé, peut être porteuse du coronavirus. Un masque est ainsi considéré comme un symbole de solidarité. Ailleurs, le besoin de porter un masque est souvent perçu dans la perspective d'un individu où les masques ne servent qu'à se protéger[incompréhensible].
Les normes culturelles et la pression sociale peuvent également entraver le port du masque en public. Selon le médecin et expert en maladies infectieuses de Hong Kong, Joseph Tsang, la promotion du masquage universel peut résoudre les perceptions contre le port de masque, car le port de masque est intimidant si peu de gens portent des masques en raison de barrières culturelles, mais si tout le monde porte des masques, cela se voit un message que les gens sont dans le même bateau[incompréhensible].
Dans le monde occidental, en avril 2020, l'utilisation publique des masques porte encore souvent une large stigmatisation, car elle est considérée comme un signe de maladie. Cette stigmatisation est un grand obstacle à surmonter, car les gens peuvent avoir trop honte de porter un masque en public et donc choisir de ne pas en porter un. Deuxièmement, il est fortement racialisé en tant que phénomène asiatique.[pas clair] Cependant, il existe également un fossé au sein du monde occidental, comme en République tchèque et en Slovaquie, où une mobilisation de masse a eu lieu pour renforcer la solidarité dans le port du masque depuis mars 2020
Sur les réseaux sociaux, la campagne #masks4all s'est efforcée d'encourager les gens à utiliser des masques. Le port de masque est appelé un comportement prosocial dans lequel on protège les autres au sein de sa communauté,.
Les masques ont eu un impact sur la mode, les masques eux-mêmes devenant des déclarations de mode, les marques de haute couture ayant pivoté pour répondre à la fois à la santé publique et aux besoins esthétiques,,,.
Au Japon, selon un sondage, 83,6 % de la population porte un masque pour une conversation de proximité alors que 13,3 % ne le font pas toujours. Le sondage indique que 87 % se lavent les mains en rentrant chez eux et seulement 11 % tiennent une liste des personnes qu'ils rencontrent, une pratique qui facilite les efforts de traçage, et 50 % ne se rendent pas dans des endroits où des foyers d'éclosion peuvent surgir alors que seuls 2 % y vont.

## Mesures relatives au port du masque par pays et territoire

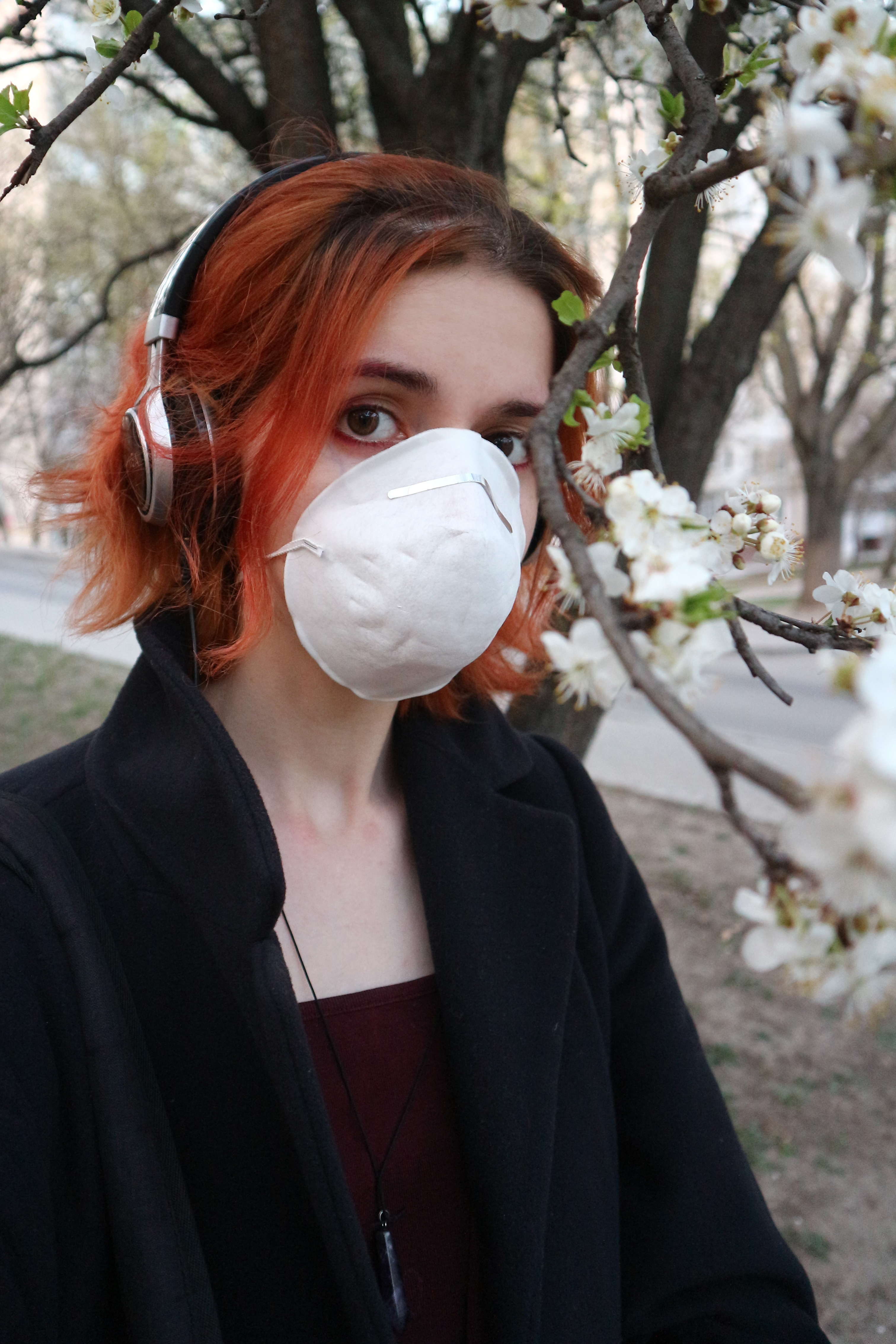
Une femme en Ukraine portant un masque anti-poussière de chantier après que le masque dans des lieux publics a été rendu obligatoire.

En Afrique, plus de 50 pays ont imposé le masque obligatoire. En Amérique Latine, se masquer nez et bouche est obligatoire dans les lieux publics dans cinq pays et trois autres pays l'imposent dans les commerces seulement.
- Afghanistan : Le masque est recommandé.
- Angola : le port du masque a été imposé après le 9 avril[208].
- Argentine : Après l'apparition de trois cas asymptomatiques, la capitale Buenos Aires a introduit le masquage obligatoire depuis le 14 avril. Le port du masque était obligatoire pour toutes les personnes en transport en commun et toutes les personnes en contact avec le public dans leur position. Les contrevenants peuvent faire face à une amende. Les autorités ont également interdit la vente de masques N95 à des travailleurs non médicaux, suggérant au grand public d'utiliser à la place des masques faits maison[209].
- Autriche : Le 27 mars, l'Autriche a rendu le port du masque obligatoire dans l’espace public[171]. Depuis le lundi 6 avril, les chaînes de supermarchés et les pharmacies doivent donner gratuitement à chaque client un masque bouche-nez avant d'entrer, sauf si les clients apportent déjà le leur. Toute personne entrant dans un supermarché, une épicerie ou une pharmacie ou utilisant les transports en commun doit porter un masque, obligatoire depuis le 14 avril[210],[211],[212].
- Bahamas : Le 19 avril, le Premier ministre a annoncé qu'il était obligatoire de porter un masque ou de se couvrir le visage avec des vêtements en public. Les employeurs doivent fournir à leurs employés qui servent le grand public des masques[213].
- Bahreïn : Le Royaume a rendu obligatoire le port du masque facial dans les espaces publics pour les citoyens et les résidents ainsi que pour les employés de magasin[214].
- Bangladesh : Il est conseillé de porter un masque.
- Bénin : à partir du 8 avril, les autorités béninoises ont commencé à imposer le port obligatoire de masques pour stopper le coronavirus[215].
- Bolivie : Il est conseillé de porter un masque.
- Bosnie-Herzégovine : le port du masque facial est obligatoire[216],[217].
- Brésil : il est fortement conseillé de porter des masques à l'extérieur, mais ce n'est obligatoire que dans certaines régions.
- Bulgarie : Le 30 mars, le gouvernement bulgare a adopté une ordonnance imposant le port du masque facial. La commande a été annulée le lendemain et transformée en recommandation, en raison de plaintes légales[218].
- Burkina Faso : le port du masque a été imposé après le 9 avril[208].
- Cambodge : Quelques Cambodgiens ont commencé à porter des masques faciaux peu après le début de l'épidémie à Wuhan. Les entreprises ont commencé à exiger des clients qu'ils portent des masques, mais sans obligation de le porter partout à l'extérieur, ni confinement, ni amende, ni fermeture arbitraire de commerces.
- Cameroun : Le 6 avril, le maire de Douala a annoncé que le port du masque sera obligatoire pour ralentir la propagation du coronavirus[219].
- Canada : depuis le 6 avril, les responsables de la santé recommandent de porter des masques non médicaux dans les situations où il est difficile de se distancier physiquement des autres (comme l'achat d'épicerie ou le transport en commun)[220]. Il est obligatoire dans certaines provinces, sous certaines conditions.
- Centrafrique : Il est conseillé de porter un masque.
- Chili : à partir du 8 avril, le ministre chilien de la Santé a annoncé que le port du masque est obligatoire que dans les transports ou les magasins[221].
- Chine : Pas de consigne générale, mais se couvrir la bouche et le nez est exigé dans certaines circonstances, notamment dans les lieux publics bondés. Il est conseillé aux personnes en bonne santé de porter des masques médicaux jetables dans les lieux publics. Certains gouvernements locaux exigent le port de masques lorsqu'ils sortent. Shanghai rend le port du masque obligatoire dans les lieux publics[222].
- Colombie : En réponse aux recommandations les plus récentes de l'OMS, la Colombie a modifié sa politique sur l'utilisation des masques et l'a rendue obligatoire dans tout le pays pour l'utilisation des transports publics pendant l'urgence du coronavirus[223].
- Cuba : Le 11 mars, le gouvernement a exhorté les citoyens à fabriquer leurs propres masques, tandis que l'industrie textile était chargée de les fabriquer. Les gens ont été invités à porter plusieurs masques en tissu avec eux, selon le nombre d'heures qu'ils prévoyaient de passer dans les espaces publics[224]. Plus tard, le port du masque est devenu obligatoire[225].
- République tchèque : Le 27 mars, la République tchèque a rendu le port du masque obligatoire dans l’espace public[171] : interdit de sortir en public sans porter de masque ni se couvrir le nez et la bouche.
- République dominicaine : depuis le 16 avril, l'utilisation du masque facial est obligatoire dans tous les espaces publics et sur le lieu de travail[226].
- RD Congo : Depuis le 20 avril, le port du masque dans la capitale de Kinshasa est obligatoire[227].
- Emirats arabes : masque obligatoire.
- Équateur : Le 8 avril, le Comité des opérations d'urgence (COE) a décidé de rendre les masques obligatoires dans les espaces publics[228].
- Éthiopie : Le Conseil des ministres a approuvé un règlement qui interdit les poignées de main et oblige à utiliser des masques dans les lieux publics[229].
- France : Le 3 mars, le gouvernement a publié un décret de réquisition des stocks de FFP2 et de masques anti-éclaboussures jusqu'au 31 mai 2020[230].
- Gabon : Le 10 avril, le gouvernement gabonais a annoncé que des individus dans toutes les régions du pays sont tenus de porter des masques en public pour limiter la propagation du COVID-19[231].
- Allemagne : le 31 mars, la ville-comté d'Iéna, en Thuringe, a été la première grande ville allemande à introduire l'obligation de porter des masques ou des masques de fortune, y compris des foulards, dans les supermarchés, les transports en commun et les bâtiments à circulation publique, du 6 avril, avec beaucoup de succès. Le 2 avril, l'Institut Robert Koch, l'autorité fédérale chargée des épidémies, a modifié sa recommandation précédente selon laquelle seules les personnes présentant des symptômes devraient porter des masques pour inclure également les personnes sans symptômes[232],[233]. Le comté de Nordhausen, en Thuringe, a suivi l'exemple d'Iéna, depuis le 13 avril, plusieurs autres villes plus tard. La chancelière allemande Merkel et les gouverneurs d'État ont d'abord donné des "conseils avisés" pour porter des masques en public à partir du 20 avril, la Saxe l'a rendu obligatoire à partir de ce jour, la Saxe-Anhalt a suivi le 23 avril et (le reste de) Thurinigia le 24 avril, enfin le les gouverneurs ont accepté de le rendre obligatoire, de sorte que la plupart des autres États ont suivi à partir du 27 avril, à l'exception du Schleswig-Holstein, du 29 avril, et de Berlin, où les magasins ont été exclus en premier, ils ont été inclus à partir du 29 avril[234]. L'usage de masques - ou foulards - a été étendu à l'ensemble des transports publics et magasins. Au total, le masque est obligatoire dans dix des seize Länder.
- Géorgie : L'utilisation de masques est imposée dans l'espace public.
- Grèce : L'utilisation de masques est simplement recommandé dans l'espace public.
- Guinée : le président guinéen Alpha Conde a décidé de rendre obligatoire le port du masque[235].
- Guinée équatoriale : le port du masque a été imposé après le 9 avril[208].
- Honduras : à partir du 7 avril, le président du Honduras a annoncé que tous les citoyens devront désormais se couvrir la bouche lorsqu'ils seront dehors[236]. Le masque deviendra obligatoire au Honduras à partir du 3 mai.
- Hong Kong : Il est recommandé aux membres du public de porter un masque chirurgical lorsqu'ils prennent les transports en commun ou restent dans des endroits surpeuplés.
- Inde : il est fortement conseillé de porter des masques à l'extérieur, mais ce n'est obligatoire que dans certaines régions. À partir du 9 avril, le masquage est obligatoire dans l'État d'Odisha. En quittant leur maison, les gens doivent se couvrir la bouche et le nez avec des masques ou un chiffon multicouche (comme un mouchoir, une dupatta, une serviette, etc.). )[237].
- Irlande : Le gouvernement estime que le masque n'apporte probablement rien, sauf si l'on est malade[208]. Delhi et Bombay exigent une protection.
- Indonésie : il est fortement conseillé de porter des masques à l'extérieur, mais ce n'est obligatoire que dans certaines régions. Les citoyens ont reçu l'ordre de porter des masques faciaux lorsqu'ils quittent la maison[238].
- Israël : Tous les résidents sont priés de porter des masques faciaux lorsqu'ils sont en public.
- Italie : Les régions de Lombardie et de Toscane ont rendu obligatoire le port du masque et se couvrir le nez et la bouche avant de sortir à l'extérieur début avril[239]. Ailleurs, c'est facultatif, sauf pour certaines catégories de personnes. Depuis le 4 mai, le masque est obligatoire dans les transports, commerces et au travail .
- Côte d'Ivoire : Depuis avril, 26 masques sont devenus obligatoires pour entrer dans les centres commerciaux ou les supermarchés de la banlieue sud d'Abidjan, Marcory [240]. Abidjan exige une protection.
- Japon : Les masques ont été largement utilisés par des individus en bonne santé malgré l'absence de conseils officiels pour le faire. Le 1er mars, le Premier ministre Shinzo Abe a promulgué une politique à Hokkaido demandant aux fabricants de vendre directement des masques faciaux au gouvernement, qui les livrerait ensuite aux résidents[241].
- Jordanie : Il est conseillé de porter un masque.
- Kenya : le port du masque facial est obligatoire. Le gouvernement a des Kenyans pour observer strictement la distanciation sociale, qui s'est avérée être l'un des moyens les plus efficaces de prévenir les risques d'infection[242].
- Liban : masque obligatoire.
- Libéria : depuis le 21 avril, il est désormais obligatoire de porter un masque facial ou un couvre-chef en public[243].
- Lituanie : le port du masque facial ou de tout autre moyen de se couvrir le nez et la bouche dans les lieux publics est obligatoire depuis le 10 avril 2020.
- Luxembourg : à partir du 20 avril, le port du masque est obligatoire dans les endroits où il n'est pas possible de garder une distance suffisante par rapport aux autres comme les supermarchés ou les transports en commun[244].
- Malaisie : Les masques ont été largement utilisés par des individus en bonne santé malgré l'absence de conseils officiels pour le faire. Le 17 mars, la Malaisie a interdit les exportations de masques médicaux et chirurgicaux pour répondre à la demande locale[245]. En avril, le gouvernement devait distribuer 24,62 millions de masques, quatre pour chaque ménage, tout en conseillant aux gens de ne les utiliser qu'en cas de symptômes[238].
- Maldives : Il est conseillé de porter un masque.
- Mali : Il est conseillé de porter un masque.
- Mexique : il est fortement conseillé de porter des masques à l'extérieur, mais ce n'est obligatoire que dans certaines régions. À partir du 17 avril, tous les passagers du métro de Mexico doivent porter des masques à l'intérieur des gares et dans les trains, a annoncé la mairesse Claudia Sheinbaum le 15 avril[246].
- Mongolie : le port du masque est désormais obligatoire dans les transports en commun à Oulan-Bator . Les fonctionnaires et les diffuseurs de nouvelles s'étaient même habitués à porter des masques lors de conférences de presse et d'émissions de presse[247].
- Maroc : Le port du masque facial est obligatoire[248].
- Mozambique : Le gouvernement mozambicain a annoncé le 8 avril que le port du masque facial est désormais obligatoire sur toutes les formes de transport de passagers et partout où des groupes de personnes sont rassemblés[249].
- Macédoine du Nord : Depuis le 22 avril, les citoyens de Kumanovo, Tetovo et Prilep doivent porter des masques et des gants de protection devant leur domicile, dans les lieux publics, les espaces extérieurs et intérieurs, les marchés et les magasins ont annoncé le gouvernement[250].
- Nigeria : les masques sont obligatoires à partir de début mai. Lagos exige une protection.
- Niger : Niamey exige une protection.
- Pakistan : plusieurs agglomérations ou provinces ont rendu le masque obligatoire, bien que le gouvernement fédéral le recommande seulement. Mais beaucoup les réutilisent ou emploient des masques non appropriés. Le 18 avril, le gouvernement du Baloutchistan a dit aux citoyens de porter des masques faciaux lorsqu'ils sortaient. Selon le porte-parole du gouvernement provincial, Liaquat Shahwani, les citoyens ont été invités à porter des masques ou à se couvrir le visage avec n'importe quel tissu à la suite de l'épidémie de COVID-19[251].
- Panama : le Panama a rendu obligatoire le port d'un masque pour le visage à l'extérieur, tout en recommandant la fabrication d'un masque en tissu fait maison à ceux qui ne peuvent pas acheter de masques[252].
- Pérou : À partir du 7 avril, le gouvernement péruvien a commencé à distribuer des masques gratuits après avoir décrété leur utilisation obligatoire dans les rues pour chasser le nouveau coronavirus, a déclaré le président Martin Vizcarra [253].
- Philippines : à partir du 2 avril, le gouvernement a exigé que toutes les personnes vivant dans des zones soumises à une quarantaine communautaire renforcée portent des masques faciaux[254]. Manille exige une protection.
- Pologne : depuis le 16 avril, se couvrir les lèvres et le nez est obligatoire avant de quitter sa maison (avec un masque jetable, un masque en tissu ou un foulard)[255].
- Qatar : limite l'obligation de porter un masque au travail et à certains commerces.
- Roumanie : Le masque est obligatoire dans les lieux publics fermés, les transports et les commerces.
- Russie : l'usage du masque est recommandé à l'échelle nationale et obligatoire dans certaines régions, mais pas à Moscou. Khabarovsk a rendu obligatoire le port de masques faciaux pour combattre le pic des maladies respiratoires et empêcher la propagation du coronavirus[256].
- Rwanda : Le 20 avril, le ministre de la Santé, Daniel Ngamije, a déclaré que les dernières directives exigeaient que tout le monde porte un masque en public et à la maison pendant l'isolement et par la suite[227].
- Écosse : Le 28 avril, le premier ministre de l'Écosse, Nicola Sturgeon, a conseillé l'utilisation volontaire de masques en tissu dans des espaces clos tels que les magasins et les transports en commun (mais pas généralement en public), tout en notant leurs limites[257].
- Salvador : se masquer nez et bouche est obligatoire dans les lieux publics.
- Sierra Leone : le port du masque a été imposé après le 9 avril[208].
- Singapour : Les masques ont été largement utilisés par des individus en bonne santé malgré l'absence initiale de conseils officiels pour le faire. Le port de masque général n'était plus découragé à partir du 3 avril [258]. et rendu obligatoire à l'extérieur de sa résidence à partir du 14 avril [259].
- Espagne : Le gouvernement distribue gratuitement des masques faciaux aux navetteurs dans les grands centres de transport, mais il n'est pas obligatoire de les porter[260]. Le port du masque est recommandé quand il n'est pas possible de respecter les distances de sécurité au travail, dans les magasins, les espaces fermés ou la rue. Le port du masque est obligatoire dans les transports publics, notamment les taxis, les trains et les bus. Le gouvernement donne des masques à la plupart des personnes qui utilisent les transports publics, même si elles portent déjà un masque[261].
- Estonie : L'utilisation de masques est simplement recommandé dans l'espace public.
- Slovaquie : Interdit de sortir en public sans porter de masque ni se couvrir le nez et la bouche[262]. Le 27 mars, la Slovaquie a rendu le port du masque obligatoire dans l’espace public[171]. La distance minimum à observer est de deux mètres et la prise de température est obligatoire avant d'entrer dans les hôpitaux, commerces et entreprises.
- Slovénie : Le 27 mars, la Slovaquie a rendu le port du masque obligatoire dans l’espace public[171]. À partir du 29 mars, le port d'un masque, même fait à la maison, ou des équivalents tels que des foulards qui couvrent la bouche et le nez est obligatoire avec des gants de protection; le décret dispose que les masques et gants doivent être portés dans les espaces publics intérieurs[263].
- Afrique du Sud : Le 10 avril, le ministre de la Santé a recommandé au grand public d'utiliser des masques en tissu pour sortir en public (en plus du lavage des mains et de l'éloignement social)[264]. Après le 1er mai, se couvrir le nez et la bouche sera obligatoire en public (avec un masque en tissu, une écharpe, un T-shirt, etc. )[265].
- Corée du Sud : Les masques ont été largement utilisés par des individus en bonne santé malgré l'absence de conseils officiels pour le faire. Le gouvernement a mis en œuvre une politique d'achat centralisé et de rationnement des masques faciaux, achetant 80% de la production nationale depuis début mars[266].
- Taïwan : Le 21 janvier, le gouvernement a annoncé une interdiction temporaire d'exporter des masques faciaux[267]. Le 6 février, le gouvernement a institué un système de rationnement des masques[268]. Taïwan produit dix millions de masques par jour depuis la mi-mars. Le 1er avril, les passagers des trains et des bus interurbains devaient porter des masques faciaux cavaliers démasqués faisant face à une amende[269].
- Tanzanie : Il est conseillé de porter un masque.
- Tchad : Le masque avait été décrété obligatoire, mais le Tchad est revenu sur sa décision faute de matériel disponible. Mais les contrevenants risquent parfois l'arrestation.
- Tunisie : Il est conseillé de porter un masque.
- Turquie : les résidents devront porter des masques sur les marchés, comme l'a annoncé le président turc[270].
- Ukraine : depuis le 6 avril, le port du masque est obligatoire dans les lieux publics. À Kiev, les lieux publics ont été clarifiés pour inclure les parcs et les rues[271].
- États-Unis : Le 6 avril, le CDC a recommandé le port de couvre-visage en tissu non médical dans les lieux publics[272],[273]. Depuis le 17 avril, les résidents de New York doivent porter des masques en public[274].
- Uruguay : Le masque a été décrété obligatoire que dans les transports ou les magasins
- Ouzbékistan : les autorités ont rendu obligatoires les masques de protection dans toutes les grandes villes afin de prévenir la propagation du coronavirus. Le 22 mars, des responsables ont déclaré que les citoyens ne portant pas de masque en public dans les grandes villes se verraient infliger une amende de 22 $ pour la première infraction et de 67 $ pour les récidives[275].
- Venezuela : Le gouvernement a ordonné aux citoyens du pays de porter des masques en public en réaction à l'arrivée du nouveau coronavirus[276].
- Vietnam : Depuis le 16 mars, tout le monde doit porter un masque pour se rendre dans les lieux publics (comme les épiceries, les centres de transport et les transports publics)[277].
- Zambie : Le gouvernement a rendu obligatoire le port de masques faciaux pour minimiser la propagation dans le pays[278].

Pays n'ayant émis aucune consigne : Malawi, Botswana, Comores, Lesotho, Namibie, Burundi, Somalie, Soudan du Sud, Djibouti, Érythrée, Ouganda, Pays-Bas, Royaume-Uni. Une trentaine de pays laissent toute latitude à leurs habitants comme : Arabie Saoudite, États scandinaves, Australie, Nouvelle-Zélande notamment...

## Opposition au port du masque
L'opposition au port du masque mène à la formation de mouvements populaires dans divers pays. Des mouvements apparaissent d'abord aux États-Unis, au Canada et au Royaume-Uni, avant de se propager dans des pays européens comme la France et l'Allemagne, où des milliers de personnes manifestent début août à Berlin. Divers arguments sont cités, comme la prétendue inefficacité des masques, les effets secondaires physique et sociale dù au port prolongé, la difficultés à le porter correctement du menton jusqu'au nez et l'atteinte à la liberté individuelle que constituerait l'obligation de leur port. En faveur de l'argument de l'inefficacité, des opposants citent notamment les propos de responsables politiques qui déconseillaient le port du masque au public au début de la pandémie. Des théories du complot sont également mises en avant, comme celle de stocks trop élevés de masques qu'il faudrait vendre, justifiant ainsi l'obligation de leur port. Un parallèle est tiré avec la ligue anti-masque de San Francisco lors de la pandémie de grippe espagnole de 1918.